# Lista de asteroides (130001-131000)
Esta é uma lista parcial de asteroides, do asteroide número 130001 até o 131000, inclusive. Veja também o índice com todas as listas disponíveis.

| Objeto Próximos à Terra | Cinturão de asteroides (interno) | Cinturão de asteroides (externo) | Centauro       |
| Cruzador de Marte       | Cinturão de asteroides (meio)    | Troianos de Júpiter              | Transnetuniano |

Veja mais dados de cada asteroide na ligação externa para o Minor Planet Center na última coluna.
Índice: 130001... 130101... 130201... 130301... 130401... 130501... 130601... 130701... 130801... 130901... 

## 130001–130100
| Designação             | Designação | Descoberta  | Descoberta          | Descobridor(es) | Categoria | Mais informações / Referência |
| Permanente             | Provisória | Data        | Local               | Descobridor(es) | Categoria | Mais informações / Referência |
| ---------------------- | ---------- | ----------- | ------------------- | --------------- | --------- | ----------------------------- |
| 130001                 | 1999 VC34  | 3 nov 1999  | Socorro             | LINEAR          | —         | MPC                           |
| 130002                 | 1999 VR35  | 3 nov 1999  | Socorro             | LINEAR          | —         | MPC                           |
| 130003                 | 1999 VB39  | 10 nov 1999 | Socorro             | LINEAR          | —         | MPC                           |
| 130004                 | 1999 VN42  | 4 nov 1999  | Kitt Peak           | Spacewatch      | —         | MPC                           |
| 130005                 | 1999 VE43  | 4 nov 1999  | Kitt Peak           | Spacewatch      | —         | MPC                           |
| 130006 Imranaslam      | 1999 VB45  | 4 nov 1999  | Catalina            | CSS             | —         | MPC                           |
| 130007 Frankteti       | 1999 VC45  | 4 nov 1999  | Catalina            | CSS             | —         | MPC                           |
| 130008                 | 1999 VU46  | 3 nov 1999  | Socorro             | LINEAR          | —         | MPC                           |
| 130009                 | 1999 VH52  | 3 nov 1999  | Socorro             | LINEAR          | —         | MPC                           |
| 130010                 | 1999 VR52  | 3 nov 1999  | Socorro             | LINEAR          | Juno      | MPC                           |
| 130011                 | 1999 VP53  | 4 nov 1999  | Socorro             | LINEAR          | —         | MPC                           |
| 130012                 | 1999 VR53  | 4 nov 1999  | Socorro             | LINEAR          | —         | MPC                           |
| 130013                 | 1999 VB56  | 4 nov 1999  | Socorro             | LINEAR          | —         | MPC                           |
| 130014                 | 1999 VZ56  | 4 nov 1999  | Socorro             | LINEAR          | —         | MPC                           |
| 130015                 | 1999 VF57  | 4 nov 1999  | Socorro             | LINEAR          | —         | MPC                           |
| 130016                 | 1999 VU59  | 4 nov 1999  | Socorro             | LINEAR          | —         | MPC                           |
| 130017                 | 1999 VB66  | 4 nov 1999  | Socorro             | LINEAR          | —         | MPC                           |
| 130018                 | 1999 VK67  | 4 nov 1999  | Socorro             | LINEAR          | —         | MPC                           |
| 130019                 | 1999 VW68  | 4 nov 1999  | Socorro             | LINEAR          | —         | MPC                           |
| 130020                 | 1999 VC69  | 4 nov 1999  | Socorro             | LINEAR          | —         | MPC                           |
| 130021                 | 1999 VY74  | 5 nov 1999  | Kitt Peak           | Spacewatch      | —         | MPC                           |
| 130022                 | 1999 VD77  | 5 nov 1999  | Kitt Peak           | Spacewatch      | —         | MPC                           |
| 130023                 | 1999 VV77  | 3 nov 1999  | Socorro             | LINEAR          | —         | MPC                           |
| 130024                 | 1999 VK80  | 4 nov 1999  | Socorro             | LINEAR          | —         | MPC                           |
| 130025                 | 1999 VU80  | 4 nov 1999  | Socorro             | LINEAR          | —         | MPC                           |
| 130026                 | 1999 VG84  | 6 nov 1999  | Kitt Peak           | Spacewatch      | —         | MPC                           |
| 130027                 | 1999 VC88  | 3 nov 1999  | Socorro             | LINEAR          | —         | MPC                           |
| 130028                 | 1999 VO90  | 5 nov 1999  | Socorro             | LINEAR          | —         | MPC                           |
| 130029                 | 1999 VR93  | 9 nov 1999  | Socorro             | LINEAR          | —         | MPC                           |
| 130030                 | 1999 VH95  | 9 nov 1999  | Socorro             | LINEAR          | —         | MPC                           |
| 130031                 | 1999 VT96  | 9 nov 1999  | Socorro             | LINEAR          | —         | MPC                           |
| 130032                 | 1999 VE98  | 9 nov 1999  | Socorro             | LINEAR          | —         | MPC                           |
| 130033                 | 1999 VP98  | 9 nov 1999  | Socorro             | LINEAR          | —         | MPC                           |
| 130034                 | 1999 VT99  | 9 nov 1999  | Socorro             | LINEAR          | Eos       | MPC                           |
| 130035                 | 1999 VA123 | 5 nov 1999  | Kitt Peak           | Spacewatch      | —         | MPC                           |
| 130036                 | 1999 VO125 | 6 nov 1999  | Kitt Peak           | Spacewatch      | —         | MPC                           |
| 130037                 | 1999 VR125 | 6 nov 1999  | Kitt Peak           | Spacewatch      | —         | MPC                           |
| 130038                 | 1999 VM127 | 9 nov 1999  | Kitt Peak           | Spacewatch      | —         | MPC                           |
| 130039                 | 1999 VY136 | 12 nov 1999 | Socorro             | LINEAR          | —         | MPC                           |
| 130040                 | 1999 VO137 | 12 nov 1999 | Socorro             | LINEAR          | —         | MPC                           |
| 130041                 | 1999 VL140 | 10 nov 1999 | Kitt Peak           | Spacewatch      | —         | MPC                           |
| 130042                 | 1999 VE147 | 12 nov 1999 | Socorro             | LINEAR          | Phocaea   | MPC                           |
| 130043                 | 1999 VZ148 | 14 nov 1999 | Socorro             | LINEAR          | —         | MPC                           |
| 130044                 | 1999 VK149 | 14 nov 1999 | Socorro             | LINEAR          | —         | MPC                           |
| 130045                 | 1999 VZ157 | 14 nov 1999 | Socorro             | LINEAR          | —         | MPC                           |
| 130046                 | 1999 VF159 | 14 nov 1999 | Socorro             | LINEAR          | —         | MPC                           |
| 130047                 | 1999 VJ163 | 14 nov 1999 | Socorro             | LINEAR          | —         | MPC                           |
| 130048                 | 1999 VG164 | 14 nov 1999 | Socorro             | LINEAR          | —         | MPC                           |
| 130049                 | 1999 VU166 | 14 nov 1999 | Socorro             | LINEAR          | —         | MPC                           |
| 130050                 | 1999 VL167 | 14 nov 1999 | Socorro             | LINEAR          | —         | MPC                           |
| 130051                 | 1999 VK168 | 14 nov 1999 | Socorro             | LINEAR          | —         | MPC                           |
| 130052                 | 1999 VO171 | 14 nov 1999 | Socorro             | LINEAR          | —         | MPC                           |
| 130053                 | 1999 VW171 | 14 nov 1999 | Socorro             | LINEAR          | Juno      | MPC                           |
| 130054                 | 1999 VM173 | 15 nov 1999 | Socorro             | LINEAR          | —         | MPC                           |
| 130055                 | 1999 VY173 | 1 nov 1999  | Anderson Mesa       | LONEOS          | —         | MPC                           |
| 130056                 | 1999 VA177 | 5 nov 1999  | Socorro             | LINEAR          | —         | MPC                           |
| 130057                 | 1999 VA179 | 6 nov 1999  | Socorro             | LINEAR          | —         | MPC                           |
| 130058                 | 1999 VN179 | 6 nov 1999  | Socorro             | LINEAR          | —         | MPC                           |
| 130059                 | 1999 VT181 | 9 nov 1999  | Socorro             | LINEAR          | —         | MPC                           |
| 130060                 | 1999 VO185 | 15 nov 1999 | Socorro             | LINEAR          | —         | MPC                           |
| 130061                 | 1999 VR187 | 15 nov 1999 | Socorro             | LINEAR          | —         | MPC                           |
| 130062                 | 1999 VU188 | 15 nov 1999 | Socorro             | LINEAR          | —         | MPC                           |
| 130063                 | 1999 VZ191 | 14 nov 1999 | Socorro             | LINEAR          | —         | MPC                           |
| 130064                 | 1999 VB192 | 14 nov 1999 | Socorro             | LINEAR          | —         | MPC                           |
| 130065                 | 1999 VC192 | 14 nov 1999 | Socorro             | LINEAR          | —         | MPC                           |
| 130066 Timhaltigin     | 1999 VK193 | 1 nov 1999  | Catalina            | CSS             | —         | MPC                           |
| 130067 Marius-Phaneuf  | 1999 VM194 | 1 nov 1999  | Catalina            | CSS             | —         | MPC                           |
| 130068                 | 1999 VH196 | 4 nov 1999  | Anderson Mesa       | LONEOS          | —         | MPC                           |
| 130069 Danielgaudreau  | 1999 VV196 | 1 nov 1999  | Catalina            | CSS             | —         | MPC                           |
| 130070                 | 1999 VK197 | 3 nov 1999  | Anderson Mesa       | LONEOS          | —         | MPC                           |
| 130071 Claudebrunet    | 1999 VD198 | 3 nov 1999  | Catalina            | CSS             | —         | MPC                           |
| 130072 Ilincaignat     | 1999 VL198 | 3 nov 1999  | Catalina            | CSS             | —         | MPC                           |
| 130073                 | 1999 VH204 | 9 nov 1999  | Anderson Mesa       | LONEOS          | —         | MPC                           |
| 130074                 | 1999 VG205 | 11 nov 1999 | Kitt Peak           | Spacewatch      | —         | MPC                           |
| 130075                 | 1999 VO217 | 5 nov 1999  | Socorro             | LINEAR          | —         | MPC                           |
| 130076                 | 1999 VA224 | 5 nov 1999  | Socorro             | LINEAR          | —         | MPC                           |
| 130077                 | 1999 VA225 | 5 nov 1999  | Socorro             | LINEAR          | —         | MPC                           |
| 130078 Taschner        | 1999 WH2   | 26 nov 1999 | Linz                | E. Meyer        | —         | MPC                           |
| 130079                 | 1999 WW2   | 26 nov 1999 | Višnjan Observatory | K. Korlević     | —         | MPC                           |
| 130080                 | 1999 WQ6   | 28 nov 1999 | Višnjan Observatory | K. Korlević     | —         | MPC                           |
| 130081                 | 1999 WM12  | 29 nov 1999 | Kitt Peak           | Spacewatch      | —         | MPC                           |
| 130082                 | 1999 WP13  | 29 nov 1999 | Višnjan Observatory | K. Korlević     | —         | MPC                           |
| 130083                 | 1999 WV14  | 28 nov 1999 | Kitt Peak           | Spacewatch      | —         | MPC                           |
| 130084                 | 1999 WM16  | 29 nov 1999 | Kitt Peak           | Spacewatch      | —         | MPC                           |
| 130085                 | 1999 WX16  | 30 nov 1999 | Kitt Peak           | Spacewatch      | —         | MPC                           |
| 130086                 | 1999 WW17  | 30 nov 1999 | Kitt Peak           | Spacewatch      | —         | MPC                           |
| 130087                 | 1999 WA25  | 28 nov 1999 | Kitt Peak           | Spacewatch      | Phocaea   | MPC                           |
| 130088 Grantcunningham | 1999 XQ3   | 4 dez 1999  | Catalina            | CSS             | —         | MPC                           |
| 130089 Saadatanwar     | 1999 XC5   | 4 dez 1999  | Catalina            | CSS             | —         | MPC                           |
| 130090 Heatherbowles   | 1999 XJ6   | 4 dez 1999  | Catalina            | CSS             | —         | MPC                           |
| 130091                 | 1999 XC10  | 5 dez 1999  | Kitt Peak           | Spacewatch      | —         | MPC                           |
| 130092                 | 1999 XD13  | 5 dez 1999  | Socorro             | LINEAR          | —         | MPC                           |
| 130093                 | 1999 XP14  | 3 dez 1999  | Socorro             | LINEAR          | —         | MPC                           |
| 130094                 | 1999 XW14  | 6 dez 1999  | Socorro             | LINEAR          | Juno      | MPC                           |
| 130095                 | 1999 XR16  | 7 dez 1999  | Socorro             | LINEAR          | —         | MPC                           |
| 130096                 | 1999 XJ19  | 3 dez 1999  | Socorro             | LINEAR          | —         | MPC                           |
| 130097                 | 1999 XW20  | 5 dez 1999  | Socorro             | LINEAR          | —         | MPC                           |
| 130098                 | 1999 XM21  | 5 dez 1999  | Socorro             | LINEAR          | —         | MPC                           |
| 130099                 | 1999 XU22  | 6 dez 1999  | Socorro             | LINEAR          | —         | MPC                           |
| 130100                 | 1999 XY28  | 6 dez 1999  | Socorro             | LINEAR          | —         | MPC                           |

## 130101–130200
| Designação           | Designação | Descoberta  | Descoberta       | Descobridor(es) | Categoria | Mais informações / Referência |
| Permanente           | Provisória | Data        | Local            | Descobridor(es) | Categoria | Mais informações / Referência |
| -------------------- | ---------- | ----------- | ---------------- | --------------- | --------- | ----------------------------- |
| 130101               | 1999 XM29  | 6 dez 1999  | Socorro          | LINEAR          | —         | MPC                           |
| 130102               | 1999 XO30  | 6 dez 1999  | Socorro          | LINEAR          | Phocaea   | MPC                           |
| 130103               | 1999 XR30  | 6 dez 1999  | Socorro          | LINEAR          | —         | MPC                           |
| 130104               | 1999 XB41  | 7 dez 1999  | Socorro          | LINEAR          | —         | MPC                           |
| 130105               | 1999 XW42  | 7 dez 1999  | Socorro          | LINEAR          | —         | MPC                           |
| 130106               | 1999 XT47  | 7 dez 1999  | Socorro          | LINEAR          | —         | MPC                           |
| 130107               | 1999 XS51  | 7 dez 1999  | Socorro          | LINEAR          | —         | MPC                           |
| 130108               | 1999 XQ58  | 7 dez 1999  | Socorro          | LINEAR          | —         | MPC                           |
| 130109               | 1999 XC65  | 7 dez 1999  | Socorro          | LINEAR          | —         | MPC                           |
| 130110               | 1999 XQ65  | 7 dez 1999  | Socorro          | LINEAR          | —         | MPC                           |
| 130111               | 1999 XR67  | 7 dez 1999  | Socorro          | LINEAR          | —         | MPC                           |
| 130112               | 1999 XF70  | 7 dez 1999  | Socorro          | LINEAR          | —         | MPC                           |
| 130113               | 1999 XY72  | 7 dez 1999  | Socorro          | LINEAR          | —         | MPC                           |
| 130114               | 1999 XS73  | 7 dez 1999  | Socorro          | LINEAR          | —         | MPC                           |
| 130115               | 1999 XO78  | 7 dez 1999  | Socorro          | LINEAR          | —         | MPC                           |
| 130116               | 1999 XH79  | 7 dez 1999  | Socorro          | LINEAR          | —         | MPC                           |
| 130117               | 1999 XD80  | 7 dez 1999  | Socorro          | LINEAR          | —         | MPC                           |
| 130118               | 1999 XR80  | 7 dez 1999  | Socorro          | LINEAR          | —         | MPC                           |
| 130119               | 1999 XH81  | 7 dez 1999  | Socorro          | LINEAR          | —         | MPC                           |
| 130120               | 1999 XH84  | 7 dez 1999  | Socorro          | LINEAR          | Phocaea   | MPC                           |
| 130121               | 1999 XH86  | 7 dez 1999  | Socorro          | LINEAR          | —         | MPC                           |
| 130122               | 1999 XZ90  | 7 dez 1999  | Socorro          | LINEAR          | —         | MPC                           |
| 130123               | 1999 XJ92  | 7 dez 1999  | Socorro          | LINEAR          | —         | MPC                           |
| 130124               | 1999 XJ105 | 10 dez 1999 | Les Tardieux     | M. Boeuf        | —         | MPC                           |
| 130125               | 1999 XV105 | 11 dez 1999 | Oizumi           | T. Kobayashi    | —         | MPC                           |
| 130126 Stillmanchase | 1999 XW106 | 4 dez 1999  | Catalina         | CSS             | —         | MPC                           |
| 130127 Zoltanfarkas  | 1999 XC110 | 4 dez 1999  | Catalina         | CSS             | —         | MPC                           |
| 130128 Tarafisher    | 1999 XG118 | 5 dez 1999  | Catalina         | CSS             | —         | MPC                           |
| 130129               | 1999 XS127 | 12 dez 1999 | Goodricke-Pigott | R. A. Tucker    | Juno      | MPC                           |
| 130130               | 1999 XB133 | 12 dez 1999 | Socorro          | LINEAR          | Phocaea   | MPC                           |
| 130131               | 1999 XC133 | 12 dez 1999 | Socorro          | LINEAR          | —         | MPC                           |
| 130132               | 1999 XQ133 | 12 dez 1999 | Socorro          | LINEAR          | —         | MPC                           |
| 130133               | 1999 XP134 | 3 dez 1999  | Socorro          | LINEAR          | Juno      | MPC                           |
| 130134               | 1999 XR135 | 8 dez 1999  | Socorro          | LINEAR          | —         | MPC                           |
| 130135               | 1999 XF136 | 13 dez 1999 | Socorro          | LINEAR          | —         | MPC                           |
| 130136               | 1999 XP137 | 3 dez 1999  | Anderson Mesa    | LONEOS          | —         | MPC                           |
| 130137               | 1999 XT137 | 11 dez 1999 | Uccle            | T. Pauwels      | —         | MPC                           |
| 130138               | 1999 XT145 | 7 dez 1999  | Kitt Peak        | Spacewatch      | —         | MPC                           |
| 130139               | 1999 XF148 | 7 dez 1999  | Kitt Peak        | Spacewatch      | —         | MPC                           |
| 130140               | 1999 XC150 | 8 dez 1999  | Kitt Peak        | Spacewatch      | —         | MPC                           |
| 130141               | 1999 XZ153 | 8 dez 1999  | Socorro          | LINEAR          | —         | MPC                           |
| 130142               | 1999 XP157 | 8 dez 1999  | Socorro          | LINEAR          | —         | MPC                           |
| 130143               | 1999 XC177 | 10 dez 1999 | Socorro          | LINEAR          | —         | MPC                           |
| 130144               | 1999 XQ182 | 12 dez 1999 | Socorro          | LINEAR          | Phocaea   | MPC                           |
| 130145               | 1999 XD186 | 12 dez 1999 | Socorro          | LINEAR          | —         | MPC                           |
| 130146               | 1999 XS191 | 12 dez 1999 | Socorro          | LINEAR          | —         | MPC                           |
| 130147               | 1999 XF199 | 12 dez 1999 | Socorro          | LINEAR          | —         | MPC                           |
| 130148               | 1999 XT202 | 12 dez 1999 | Socorro          | LINEAR          | —         | MPC                           |
| 130149               | 1999 XZ204 | 12 dez 1999 | Socorro          | LINEAR          | —         | MPC                           |
| 130150               | 1999 XJ206 | 12 dez 1999 | Socorro          | LINEAR          | —         | MPC                           |
| 130151               | 1999 XB209 | 13 dez 1999 | Socorro          | LINEAR          | —         | MPC                           |
| 130152               | 1999 XV213 | 14 dez 1999 | Socorro          | LINEAR          | —         | MPC                           |
| 130153               | 1999 XA217 | 13 dez 1999 | Kitt Peak        | Spacewatch      | —         | MPC                           |
| 130154               | 1999 XQ220 | 14 dez 1999 | Socorro          | LINEAR          | —         | MPC                           |
| 130155               | 1999 XD223 | 15 dez 1999 | Socorro          | LINEAR          | —         | MPC                           |
| 130156               | 1999 XS225 | 13 dez 1999 | Kitt Peak        | Spacewatch      | —         | MPC                           |
| 130157               | 1999 XL228 | 14 dez 1999 | Kitt Peak        | Spacewatch      | —         | MPC                           |
| 130158 Orsonjohn     | 1999 XD231 | 7 dez 1999  | Catalina         | CSS             | —         | MPC                           |
| 130159               | 1999 XH233 | 2 dez 1999  | Anderson Mesa    | LONEOS          | —         | MPC                           |
| 130160               | 1999 XP235 | 2 dez 1999  | Kitt Peak        | Spacewatch      | —         | MPC                           |
| 130161 Iankubik      | 1999 XG237 | 5 dez 1999  | Catalina         | CSS             | —         | MPC                           |
| 130162               | 1999 YM    | 16 dez 1999 | Socorro          | LINEAR          | —         | MPC                           |
| 130163               | 1999 YX5   | 29 dez 1999 | Socorro          | LINEAR          | Juno      | MPC                           |
| 130164               | 1999 YW9   | 27 dez 1999 | Kitt Peak        | Spacewatch      | —         | MPC                           |
| 130165               | 1999 YV11  | 27 dez 1999 | Kitt Peak        | Spacewatch      | —         | MPC                           |
| 130166               | 1999 YL17  | 31 dez 1999 | Kitt Peak        | Spacewatch      | —         | MPC                           |
| 130167               | 1999 YV27  | 30 dez 1999 | Socorro          | LINEAR          | —         | MPC                           |
| 130168               | 1999 YX27  | 30 dez 1999 | Socorro          | LINEAR          | —         | MPC                           |
| 130169               | 2000 AG1   | 2 jan 2000  | Socorro          | LINEAR          | —         | MPC                           |
| 130170               | 2000 AL4   | 3 jan 2000  | Kitt Peak        | Spacewatch      | Brangane  | MPC                           |
| 130171               | 2000 AS6   | 2 jan 2000  | Socorro          | LINEAR          | —         | MPC                           |
| 130172               | 2000 AU6   | 2 jan 2000  | Socorro          | LINEAR          | —         | MPC                           |
| 130173               | 2000 AU10  | 3 jan 2000  | Socorro          | LINEAR          | —         | MPC                           |
| 130174               | 2000 AO18  | 3 jan 2000  | Socorro          | LINEAR          | —         | MPC                           |
| 130175               | 2000 AL20  | 3 jan 2000  | Socorro          | LINEAR          | —         | MPC                           |
| 130176               | 2000 AO28  | 3 jan 2000  | Socorro          | LINEAR          | —         | MPC                           |
| 130177               | 2000 AH36  | 3 jan 2000  | Socorro          | LINEAR          | —         | MPC                           |
| 130178               | 2000 AD39  | 3 jan 2000  | Socorro          | LINEAR          | —         | MPC                           |
| 130179               | 2000 AC45  | 5 jan 2000  | Kitt Peak        | Spacewatch      | —         | MPC                           |
| 130180               | 2000 AP52  | 4 jan 2000  | Socorro          | LINEAR          | —         | MPC                           |
| 130181               | 2000 AZ52  | 4 jan 2000  | Socorro          | LINEAR          | Eos       | MPC                           |
| 130182               | 2000 AZ55  | 4 jan 2000  | Socorro          | LINEAR          | —         | MPC                           |
| 130183               | 2000 AS58  | 4 jan 2000  | Socorro          | LINEAR          | —         | MPC                           |
| 130184               | 2000 AA60  | 4 jan 2000  | Socorro          | LINEAR          | —         | MPC                           |
| 130185               | 2000 AE66  | 4 jan 2000  | Socorro          | LINEAR          | —         | MPC                           |
| 130186               | 2000 AE70  | 5 jan 2000  | Socorro          | LINEAR          | —         | MPC                           |
| 130187               | 2000 AJ83  | 5 jan 2000  | Socorro          | LINEAR          | —         | MPC                           |
| 130188               | 2000 AZ85  | 5 jan 2000  | Socorro          | LINEAR          | Phocaea   | MPC                           |
| 130189               | 2000 AY86  | 5 jan 2000  | Socorro          | LINEAR          | —         | MPC                           |
| 130190               | 2000 AG90  | 5 jan 2000  | Socorro          | LINEAR          | Vesta     | MPC                           |
| 130191               | 2000 AS92  | 2 jan 2000  | Socorro          | LINEAR          | Juno      | MPC                           |
| 130192               | 2000 AB93  | 3 jan 2000  | Socorro          | LINEAR          | —         | MPC                           |
| 130193               | 2000 AM95  | 4 jan 2000  | Socorro          | LINEAR          | —         | MPC                           |
| 130194               | 2000 AZ128 | 5 jan 2000  | Socorro          | LINEAR          | —         | MPC                           |
| 130195               | 2000 AM129 | 5 jan 2000  | Socorro          | LINEAR          | —         | MPC                           |
| 130196               | 2000 AW133 | 4 jan 2000  | Socorro          | LINEAR          | —         | MPC                           |
| 130197               | 2000 AL152 | 8 jan 2000  | Socorro          | LINEAR          | Juno      | MPC                           |
| 130198               | 2000 AY152 | 8 jan 2000  | Socorro          | LINEAR          | —         | MPC                           |
| 130199               | 2000 AC161 | 3 jan 2000  | Socorro          | LINEAR          | —         | MPC                           |
| 130200               | 2000 AG167 | 8 jan 2000  | Socorro          | LINEAR          | —         | MPC                           |

## 130201–130300
| Designação             | Designação | Descoberta  | Descoberta          | Descobridor(es) | Categoria | Mais informações / Referência |
| Permanente             | Provisória | Data        | Local               | Descobridor(es) | Categoria | Mais informações / Referência |
| ---------------------- | ---------- | ----------- | ------------------- | --------------- | --------- | ----------------------------- |
| 130201                 | 2000 AE170 | 7 jan 2000  | Socorro             | LINEAR          | —         | MPC                           |
| 130202                 | 2000 AJ171 | 7 jan 2000  | Socorro             | LINEAR          | —         | MPC                           |
| 130203                 | 2000 AT176 | 7 jan 2000  | Socorro             | LINEAR          | —         | MPC                           |
| 130204                 | 2000 AZ176 | 7 jan 2000  | Socorro             | LINEAR          | —         | MPC                           |
| 130205                 | 2000 AY181 | 7 jan 2000  | Socorro             | LINEAR          | —         | MPC                           |
| 130206                 | 2000 AK201 | 9 jan 2000  | Socorro             | LINEAR          | —         | MPC                           |
| 130207                 | 2000 AV205 | 15 jan 2000 | Višnjan Observatory | K. Korlević     | —         | MPC                           |
| 130208                 | 2000 AB211 | 5 jan 2000  | Kitt Peak           | Spacewatch      | —         | MPC                           |
| 130209                 | 2000 AZ214 | 7 jan 2000  | Kitt Peak           | Spacewatch      | —         | MPC                           |
| 130210                 | 2000 AX217 | 8 jan 2000  | Kitt Peak           | Spacewatch      | —         | MPC                           |
| 130211                 | 2000 AF219 | 8 jan 2000  | Kitt Peak           | Spacewatch      | Brangane  | MPC                           |
| 130212                 | 2000 AD220 | 8 jan 2000  | Kitt Peak           | Spacewatch      | —         | MPC                           |
| 130213                 | 2000 AX222 | 9 jan 2000  | Kitt Peak           | Spacewatch      | —         | MPC                           |
| 130214                 | 2000 AC227 | 10 jan 2000 | Kitt Peak           | Spacewatch      | —         | MPC                           |
| 130215                 | 2000 AK228 | 13 jan 2000 | Kitt Peak           | Spacewatch      | —         | MPC                           |
| 130216                 | 2000 AC238 | 6 jan 2000  | Socorro             | LINEAR          | —         | MPC                           |
| 130217                 | 2000 AA239 | 6 jan 2000  | Socorro             | LINEAR          | —         | MPC                           |
| 130218                 | 2000 AG239 | 6 jan 2000  | Socorro             | LINEAR          | —         | MPC                           |
| 130219                 | 2000 AG242 | 7 jan 2000  | Anderson Mesa       | LONEOS          | —         | MPC                           |
| 130220                 | 2000 AM245 | 9 jan 2000  | Socorro             | LINEAR          | —         | MPC                           |
| 130221                 | 2000 AG248 | 2 jan 2000  | Kitt Peak           | Spacewatch      | Themis    | MPC                           |
| 130222                 | 2000 BM    | 24 jan 2000 | Višnjan Observatory | K. Korlević     | —         | MPC                           |
| 130223                 | 2000 BA2   | 27 jan 2000 | Kitt Peak           | Spacewatch      | —         | MPC                           |
| 130224                 | 2000 BL7   | 29 jan 2000 | Socorro             | LINEAR          | —         | MPC                           |
| 130225                 | 2000 BW10  | 25 jan 2000 | Bergisch Gladbach   | W. Bickel       | —         | MPC                           |
| 130226                 | 2000 BT20  | 28 jan 2000 | Kitt Peak           | Spacewatch      | —         | MPC                           |
| 130227                 | 2000 BC22  | 30 jan 2000 | Kitt Peak           | Spacewatch      | —         | MPC                           |
| 130228                 | 2000 BV32  | 28 jan 2000 | Kitt Peak           | Spacewatch      | —         | MPC                           |
| 130229 Igorlazbin      | 2000 BV33  | 30 jan 2000 | Catalina            | CSS             | —         | MPC                           |
| 130230                 | 2000 BN36  | 27 jan 2000 | Kitt Peak           | Spacewatch      | —         | MPC                           |
| 130231                 | 2000 BS38  | 27 jan 2000 | Kitt Peak           | Spacewatch      | Eos       | MPC                           |
| 130232                 | 2000 BC50  | 16 jan 2000 | Kitt Peak           | Spacewatch      | —         | MPC                           |
| 130233                 | 2000 CJ8   | 2 fev 2000  | Socorro             | LINEAR          | Juno      | MPC                           |
| 130234                 | 2000 CR13  | 2 fev 2000  | Socorro             | LINEAR          | —         | MPC                           |
| 130235                 | 2000 CC24  | 2 fev 2000  | Socorro             | LINEAR          | —         | MPC                           |
| 130236                 | 2000 CX24  | 2 fev 2000  | Socorro             | LINEAR          | —         | MPC                           |
| 130237                 | 2000 CJ26  | 2 fev 2000  | Socorro             | LINEAR          | —         | MPC                           |
| 130238                 | 2000 CK32  | 2 fev 2000  | Socorro             | LINEAR          | —         | MPC                           |
| 130239                 | 2000 CU39  | 2 fev 2000  | Socorro             | LINEAR          | —         | MPC                           |
| 130240                 | 2000 CD41  | 6 fev 2000  | Prescott            | P. G. Comba     | Ursula    | MPC                           |
| 130241                 | 2000 CE53  | 10 fev 2000 | Kitt Peak           | Spacewatch      | —         | MPC                           |
| 130242                 | 2000 CR54  | 2 fev 2000  | Socorro             | LINEAR          | —         | MPC                           |
| 130243                 | 2000 CA75  | 6 fev 2000  | Socorro             | LINEAR          | —         | MPC                           |
| 130244                 | 2000 CD76  | 4 fev 2000  | Višnjan Observatory | K. Korlević     | —         | MPC                           |
| 130245                 | 2000 CO77  | 8 fev 2000  | Prescott            | P. G. Comba     | —         | MPC                           |
| 130246                 | 2000 CN83  | 4 fev 2000  | Socorro             | LINEAR          | —         | MPC                           |
| 130247                 | 2000 CE85  | 4 fev 2000  | Socorro             | LINEAR          | —         | MPC                           |
| 130248                 | 2000 CV90  | 6 fev 2000  | Socorro             | LINEAR          | —         | MPC                           |
| 130249 Markminer       | 2000 CS106 | 5 fev 2000  | Catalina            | CSS             | Eos       | MPC                           |
| 130250                 | 2000 CD116 | 3 fev 2000  | Socorro             | LINEAR          | —         | MPC                           |
| 130251                 | 2000 CM118 | 11 fev 2000 | Socorro             | LINEAR          | —         | MPC                           |
| 130252                 | 2000 CN135 | 4 fev 2000  | Kitt Peak           | Spacewatch      | —         | MPC                           |
| 130253                 | 2000 DV2   | 27 fev 2000 | Kitt Peak           | Spacewatch      | —         | MPC                           |
| 130254                 | 2000 DJ14  | 28 fev 2000 | Kitt Peak           | Spacewatch      | —         | MPC                           |
| 130255                 | 2000 DQ18  | 29 fev 2000 | Socorro             | LINEAR          | —         | MPC                           |
| 130256                 | 2000 DG24  | 29 fev 2000 | Socorro             | LINEAR          | —         | MPC                           |
| 130257                 | 2000 DB31  | 29 fev 2000 | Socorro             | LINEAR          | Brangane  | MPC                           |
| 130258                 | 2000 DL33  | 29 fev 2000 | Socorro             | LINEAR          | —         | MPC                           |
| 130259                 | 2000 DV33  | 29 fev 2000 | Socorro             | LINEAR          | Ursula    | MPC                           |
| 130260                 | 2000 DP38  | 29 fev 2000 | Socorro             | LINEAR          | —         | MPC                           |
| 130261                 | 2000 DV38  | 29 fev 2000 | Socorro             | LINEAR          | —         | MPC                           |
| 130262                 | 2000 DY39  | 29 fev 2000 | Socorro             | LINEAR          | —         | MPC                           |
| 130263                 | 2000 DP42  | 29 fev 2000 | Socorro             | LINEAR          | Ursula    | MPC                           |
| 130264                 | 2000 DZ44  | 29 fev 2000 | Socorro             | LINEAR          | —         | MPC                           |
| 130265                 | 2000 DB48  | 29 fev 2000 | Socorro             | LINEAR          | —         | MPC                           |
| 130266                 | 2000 DF50  | 29 fev 2000 | Socorro             | LINEAR          | —         | MPC                           |
| 130267                 | 2000 DK53  | 29 fev 2000 | Socorro             | LINEAR          | —         | MPC                           |
| 130268                 | 2000 DP54  | 29 fev 2000 | Socorro             | LINEAR          | Brangane  | MPC                           |
| 130269                 | 2000 DU54  | 29 fev 2000 | Socorro             | LINEAR          | —         | MPC                           |
| 130270                 | 2000 DZ54  | 29 fev 2000 | Socorro             | LINEAR          | —         | MPC                           |
| 130271                 | 2000 DJ60  | 29 fev 2000 | Socorro             | LINEAR          | —         | MPC                           |
| 130272                 | 2000 DY60  | 29 fev 2000 | Socorro             | LINEAR          | —         | MPC                           |
| 130273                 | 2000 DV64  | 29 fev 2000 | Socorro             | LINEAR          | —         | MPC                           |
| 130274                 | 2000 DT65  | 29 fev 2000 | Socorro             | LINEAR          | —         | MPC                           |
| 130275                 | 2000 DD70  | 29 fev 2000 | Socorro             | LINEAR          | —         | MPC                           |
| 130276                 | 2000 DY76  | 29 fev 2000 | Socorro             | LINEAR          | —         | MPC                           |
| 130277                 | 2000 DT79  | 28 fev 2000 | Socorro             | LINEAR          | Ursula    | MPC                           |
| 130278                 | 2000 DZ82  | 28 fev 2000 | Socorro             | LINEAR          | —         | MPC                           |
| 130279                 | 2000 DO87  | 29 fev 2000 | Socorro             | LINEAR          | —         | MPC                           |
| 130280                 | 2000 DJ103 | 29 fev 2000 | Socorro             | LINEAR          | —         | MPC                           |
| 130281                 | 2000 EM    | 2 mar 2000  | Prescott            | P. G. Comba     | Ursula    | MPC                           |
| 130282                 | 2000 EZ2   | 3 mar 2000  | Socorro             | LINEAR          | —         | MPC                           |
| 130283 Elizabethgraham | 2000 EB8   | 4 mar 2000  | Lake Tekapo         | N. Brady        | —         | MPC                           |
| 130284                 | 2000 EL17  | 3 mar 2000  | Socorro             | LINEAR          | —         | MPC                           |
| 130285                 | 2000 EW18  | 5 mar 2000  | Socorro             | LINEAR          | Brangane  | MPC                           |
| 130286                 | 2000 EN22  | 3 mar 2000  | Kitt Peak           | Spacewatch      | —         | MPC                           |
| 130287                 | 2000 EW27  | 4 mar 2000  | Socorro             | LINEAR          | —         | MPC                           |
| 130288                 | 2000 ED35  | 8 mar 2000  | Socorro             | LINEAR          | —         | MPC                           |
| 130289                 | 2000 EX35  | 3 mar 2000  | Socorro             | LINEAR          | —         | MPC                           |
| 130290                 | 2000 EO39  | 8 mar 2000  | Socorro             | LINEAR          | —         | MPC                           |
| 130291                 | 2000 ES39  | 8 mar 2000  | Socorro             | LINEAR          | —         | MPC                           |
| 130292                 | 2000 ER41  | 8 mar 2000  | Socorro             | LINEAR          | —         | MPC                           |
| 130293                 | 2000 EH44  | 9 mar 2000  | Socorro             | LINEAR          | —         | MPC                           |
| 130294                 | 2000 EA59  | 9 mar 2000  | Socorro             | LINEAR          | —         | MPC                           |
| 130295                 | 2000 EF60  | 10 mar 2000 | Socorro             | LINEAR          | Pallas    | MPC                           |
| 130296                 | 2000 EF62  | 10 mar 2000 | Socorro             | LINEAR          | —         | MPC                           |
| 130297                 | 2000 ET62  | 10 mar 2000 | Socorro             | LINEAR          | —         | MPC                           |
| 130298                 | 2000 EA68  | 10 mar 2000 | Socorro             | LINEAR          | —         | MPC                           |
| 130299                 | 2000 EQ68  | 10 mar 2000 | Socorro             | LINEAR          | —         | MPC                           |
| 130300                 | 2000 EV69  | 10 mar 2000 | Socorro             | LINEAR          | Brangane  | MPC                           |

## 130301–130400
| Designação             | Designação | Descoberta  | Descoberta    | Descobridor(es) | Categoria | Mais informações / Referência |
| Permanente             | Provisória | Data        | Local         | Descobridor(es) | Categoria | Mais informações / Referência |
| ---------------------- | ---------- | ----------- | ------------- | --------------- | --------- | ----------------------------- |
| 130301                 | 2000 EP71  | 9 mar 2000  | Kitt Peak     | Spacewatch      | —         | MPC                           |
| 130302                 | 2000 EH78  | 5 mar 2000  | Socorro       | LINEAR          | —         | MPC                           |
| 130303                 | 2000 EO79  | 5 mar 2000  | Socorro       | LINEAR          | —         | MPC                           |
| 130304                 | 2000 EY82  | 5 mar 2000  | Socorro       | LINEAR          | —         | MPC                           |
| 130305                 | 2000 EW88  | 9 mar 2000  | Socorro       | LINEAR          | —         | MPC                           |
| 130306                 | 2000 EN96  | 12 mar 2000 | Socorro       | LINEAR          | —         | MPC                           |
| 130307                 | 2000 EP102 | 14 mar 2000 | Kitt Peak     | Spacewatch      | —         | MPC                           |
| 130308                 | 2000 EZ102 | 9 mar 2000  | Socorro       | LINEAR          | —         | MPC                           |
| 130309                 | 2000 EM103 | 12 mar 2000 | Socorro       | LINEAR          | —         | MPC                           |
| 130310                 | 2000 EP103 | 12 mar 2000 | Socorro       | LINEAR          | —         | MPC                           |
| 130311                 | 2000 EW105 | 11 mar 2000 | Anderson Mesa | LONEOS          | —         | MPC                           |
| 130312                 | 2000 EX107 | 8 mar 2000  | Socorro       | LINEAR          | —         | MPC                           |
| 130313                 | 2000 EM120 | 11 mar 2000 | Anderson Mesa | LONEOS          | Ursula    | MPC                           |
| 130314 Williamodonnell | 2000 EU121 | 11 mar 2000 | Catalina      | CSS             | —         | MPC                           |
| 130315                 | 2000 EV122 | 11 mar 2000 | Socorro       | LINEAR          | —         | MPC                           |
| 130316                 | 2000 EK123 | 11 mar 2000 | Anderson Mesa | LONEOS          | —         | MPC                           |
| 130317                 | 2000 EK124 | 11 mar 2000 | Anderson Mesa | LONEOS          | Ursula    | MPC                           |
| 130318                 | 2000 EO130 | 11 mar 2000 | Anderson Mesa | LONEOS          | —         | MPC                           |
| 130319 Danielpelham    | 2000 EX140 | 2 mar 2000  | Catalina      | CSS             | —         | MPC                           |
| 130320 Maherrassas     | 2000 EL141 | 2 mar 2000  | Catalina      | CSS             | —         | MPC                           |
| 130321                 | 2000 EW163 | 3 mar 2000  | Socorro       | LINEAR          | —         | MPC                           |
| 130322                 | 2000 EO166 | 4 mar 2000  | Socorro       | LINEAR          | Juno      | MPC                           |
| 130323                 | 2000 ED169 | 4 mar 2000  | Socorro       | LINEAR          | —         | MPC                           |
| 130324                 | 2000 EC170 | 5 mar 2000  | Socorro       | LINEAR          | —         | MPC                           |
| 130325                 | 2000 EV178 | 4 mar 2000  | Socorro       | LINEAR          | —         | MPC                           |
| 130326                 | 2000 EJ183 | 5 mar 2000  | Socorro       | LINEAR          | —         | MPC                           |
| 130327                 | 2000 EU189 | 3 mar 2000  | Socorro       | LINEAR          | —         | MPC                           |
| 130328                 | 2000 FT6   | 27 mar 2000 | Kitt Peak     | Spacewatch      | —         | MPC                           |
| 130329                 | 2000 FG11  | 28 mar 2000 | Socorro       | LINEAR          | —         | MPC                           |
| 130330                 | 2000 FK11  | 28 mar 2000 | Socorro       | LINEAR          | —         | MPC                           |
| 130331                 | 2000 FJ14  | 30 mar 2000 | Kitt Peak     | Spacewatch      | —         | MPC                           |
| 130332                 | 2000 FC23  | 29 mar 2000 | Socorro       | LINEAR          | —         | MPC                           |
| 130333                 | 2000 FT23  | 29 mar 2000 | Socorro       | LINEAR          | —         | MPC                           |
| 130334                 | 2000 FD24  | 29 mar 2000 | Socorro       | LINEAR          | —         | MPC                           |
| 130335                 | 2000 FZ26  | 27 mar 2000 | Anderson Mesa | LONEOS          | —         | MPC                           |
| 130336                 | 2000 FU27  | 27 mar 2000 | Anderson Mesa | LONEOS          | —         | MPC                           |
| 130337                 | 2000 FR29  | 27 mar 2000 | Anderson Mesa | LONEOS          | —         | MPC                           |
| 130338                 | 2000 FO34  | 29 mar 2000 | Socorro       | LINEAR          | —         | MPC                           |
| 130339                 | 2000 FC39  | 29 mar 2000 | Socorro       | LINEAR          | —         | MPC                           |
| 130340                 | 2000 FU43  | 29 mar 2000 | Socorro       | LINEAR          | —         | MPC                           |
| 130341                 | 2000 FU47  | 29 mar 2000 | Socorro       | LINEAR          | —         | MPC                           |
| 130342                 | 2000 FK53  | 30 mar 2000 | Kitt Peak     | Spacewatch      | —         | MPC                           |
| 130343                 | 2000 FB56  | 29 mar 2000 | Socorro       | LINEAR          | —         | MPC                           |
| 130344                 | 2000 FL57  | 26 mar 2000 | Anderson Mesa | LONEOS          | Brangane  | MPC                           |
| 130345                 | 2000 FQ57  | 26 mar 2000 | Anderson Mesa | LONEOS          | —         | MPC                           |
| 130346                 | 2000 FA61  | 29 mar 2000 | Socorro       | LINEAR          | —         | MPC                           |
| 130347                 | 2000 FV63  | 29 mar 2000 | Socorro       | LINEAR          | —         | MPC                           |
| 130348                 | 2000 FJ72  | 25 mar 2000 | Kitt Peak     | Spacewatch      | —         | MPC                           |
| 130349                 | 2000 FC73  | 26 mar 2000 | Anderson Mesa | LONEOS          | —         | MPC                           |
| 130350                 | 2000 GS4   | 5 abr 2000  | Socorro       | LINEAR          | Juno      | MPC                           |
| 130351                 | 2000 GQ16  | 5 abr 2000  | Socorro       | LINEAR          | —         | MPC                           |
| 130352                 | 2000 GU19  | 5 abr 2000  | Socorro       | LINEAR          | —         | MPC                           |
| 130353                 | 2000 GD21  | 5 abr 2000  | Socorro       | LINEAR          | Ursula    | MPC                           |
| 130354                 | 2000 GF25  | 5 abr 2000  | Socorro       | LINEAR          | —         | MPC                           |
| 130355                 | 2000 GG35  | 5 abr 2000  | Socorro       | LINEAR          | —         | MPC                           |
| 130356                 | 2000 GW43  | 5 abr 2000  | Socorro       | LINEAR          | —         | MPC                           |
| 130357                 | 2000 GD47  | 5 abr 2000  | Socorro       | LINEAR          | —         | MPC                           |
| 130358                 | 2000 GT61  | 5 abr 2000  | Socorro       | LINEAR          | —         | MPC                           |
| 130359                 | 2000 GQ65  | 5 abr 2000  | Socorro       | LINEAR          | —         | MPC                           |
| 130360                 | 2000 GW70  | 5 abr 2000  | Socorro       | LINEAR          | —         | MPC                           |
| 130361                 | 2000 GN86  | 4 abr 2000  | Socorro       | LINEAR          | —         | MPC                           |
| 130362                 | 2000 GY87  | 4 abr 2000  | Socorro       | LINEAR          | —         | MPC                           |
| 130363                 | 2000 GH93  | 5 abr 2000  | Socorro       | LINEAR          | —         | MPC                           |
| 130364                 | 2000 GJ97  | 7 abr 2000  | Socorro       | LINEAR          | Brangane  | MPC                           |
| 130365                 | 2000 GV100 | 7 abr 2000  | Socorro       | LINEAR          | —         | MPC                           |
| 130366                 | 2000 GT116 | 2 abr 2000  | Kitt Peak     | Spacewatch      | —         | MPC                           |
| 130367                 | 2000 GS118 | 3 abr 2000  | Kitt Peak     | Spacewatch      | —         | MPC                           |
| 130368                 | 2000 GF121 | 5 abr 2000  | Kitt Peak     | Spacewatch      | —         | MPC                           |
| 130369                 | 2000 GZ124 | 7 abr 2000  | Socorro       | LINEAR          | —         | MPC                           |
| 130370                 | 2000 GP129 | 5 abr 2000  | Kitt Peak     | Spacewatch      | —         | MPC                           |
| 130371                 | 2000 GZ147 | 5 abr 2000  | Socorro       | LINEAR          | Brangane  | MPC                           |
| 130372                 | 2000 GP149 | 5 abr 2000  | Socorro       | LINEAR          | —         | MPC                           |
| 130373                 | 2000 GU156 | 6 abr 2000  | Socorro       | LINEAR          | —         | MPC                           |
| 130374                 | 2000 GB164 | 12 abr 2000 | Haleakalā     | NEAT            | —         | MPC                           |
| 130375                 | 2000 GX170 | 5 abr 2000  | Anderson Mesa | LONEOS          | —         | MPC                           |
| 130376                 | 2000 GJ178 | 2 abr 2000  | Anderson Mesa | LONEOS          | Ursula    | MPC                           |
| 130377                 | 2000 GJ183 | 3 abr 2000  | Kitt Peak     | Spacewatch      | —         | MPC                           |
| 130378                 | 2000 HR    | 24 abr 2000 | Kitt Peak     | Spacewatch      | Ursula    | MPC                           |
| 130379                 | 2000 HO15  | 29 abr 2000 | Socorro       | LINEAR          | —         | MPC                           |
| 130380                 | 2000 HN33  | 30 abr 2000 | Socorro       | LINEAR          | —         | MPC                           |
| 130381                 | 2000 HR35  | 27 abr 2000 | Socorro       | LINEAR          | —         | MPC                           |
| 130382                 | 2000 HW60  | 25 abr 2000 | Anderson Mesa | LONEOS          | —         | MPC                           |
| 130383                 | 2000 HA61  | 25 abr 2000 | Anderson Mesa | LONEOS          | —         | MPC                           |
| 130384                 | 2000 HB77  | 27 abr 2000 | Socorro       | LINEAR          | —         | MPC                           |
| 130385                 | 2000 JS29  | 7 mai 2000  | Socorro       | LINEAR          | —         | MPC                           |
| 130386                 | 2000 JY33  | 7 mai 2000  | Socorro       | LINEAR          | —         | MPC                           |
| 130387                 | 2000 JJ40  | 7 mai 2000  | Socorro       | LINEAR          | —         | MPC                           |
| 130388                 | 2000 JY66  | 1 mai 2000  | Haleakalā     | NEAT            | —         | MPC                           |
| 130389                 | 2000 JH70  | 1 mai 2000  | Anderson Mesa | LONEOS          | —         | MPC                           |
| 130390                 | 2000 JW70  | 1 mai 2000  | Anderson Mesa | LONEOS          | —         | MPC                           |
| 130391                 | 2000 JG81  | 6 mai 2000  | La Silla      | La Silla Obs.   | —         | MPC                           |
| 130392                 | 2000 KM60  | 25 mai 2000 | Anderson Mesa | LONEOS          | —         | MPC                           |
| 130393                 | 2000 KV67  | 30 mai 2000 | Socorro       | LINEAR          | —         | MPC                           |
| 130394                 | 2000 LL14  | 7 jun 2000  | Socorro       | LINEAR          | —         | MPC                           |
| 130395                 | 2000 LX25  | 11 jun 2000 | Socorro       | LINEAR          | —         | MPC                           |
| 130396                 | 2000 LD31  | 6 jun 2000  | Anderson Mesa | LONEOS          | —         | MPC                           |
| 130397                 | 2000 LB32  | 5 jun 2000  | Anderson Mesa | LONEOS          | —         | MPC                           |
| 130398                 | 2000 NR8   | 5 jul 2000  | Kitt Peak     | Spacewatch      | —         | MPC                           |
| 130399                 | 2000 NG13  | 5 jul 2000  | Anderson Mesa | LONEOS          | —         | MPC                           |
| 130400                 | 2000 NP13  | 5 jul 2000  | Anderson Mesa | LONEOS          | —         | MPC                           |

## 130401–130500
| Designação | Designação | Descoberta  | Descoberta    | Descobridor(es)        | Categoria | Mais informações / Referência |
| Permanente | Provisória | Data        | Local         | Descobridor(es)        | Categoria | Mais informações / Referência |
| ---------- | ---------- | ----------- | ------------- | ---------------------- | --------- | ----------------------------- |
| 130401     | 2000 NX18  | 5 jul 2000  | Anderson Mesa | LONEOS                 | —         | MPC                           |
| 130402     | 2000 OP6   | 29 jul 2000 | Socorro       | LINEAR                 | —         | MPC                           |
| 130403     | 2000 OZ13  | 23 jul 2000 | Socorro       | LINEAR                 | —         | MPC                           |
| 130404     | 2000 OQ16  | 23 jul 2000 | Socorro       | LINEAR                 | —         | MPC                           |
| 130405     | 2000 OO17  | 23 jul 2000 | Socorro       | LINEAR                 | —         | MPC                           |
| 130406     | 2000 OF25  | 23 jul 2000 | Socorro       | LINEAR                 | —         | MPC                           |
| 130407     | 2000 OV29  | 30 jul 2000 | Socorro       | LINEAR                 | —         | MPC                           |
| 130408     | 2000 ON32  | 30 jul 2000 | Socorro       | LINEAR                 | —         | MPC                           |
| 130409     | 2000 OB33  | 30 jul 2000 | Socorro       | LINEAR                 | —         | MPC                           |
| 130410     | 2000 OW40  | 30 jul 2000 | Socorro       | LINEAR                 | —         | MPC                           |
| 130411     | 2000 OU44  | 30 jul 2000 | Socorro       | LINEAR                 | —         | MPC                           |
| 130412     | 2000 OT45  | 30 jul 2000 | Socorro       | LINEAR                 | —         | MPC                           |
| 130413     | 2000 OO47  | 31 jul 2000 | Socorro       | LINEAR                 | —         | MPC                           |
| 130414     | 2000 OU51  | 30 jul 2000 | Socorro       | LINEAR                 | —         | MPC                           |
| 130415     | 2000 OH57  | 29 jul 2000 | Anderson Mesa | LONEOS                 | —         | MPC                           |
| 130416     | 2000 OJ58  | 29 jul 2000 | Anderson Mesa | LONEOS                 | —         | MPC                           |
| 130417     | 2000 OR58  | 29 jul 2000 | Anderson Mesa | LONEOS                 | —         | MPC                           |
| 130418     | 2000 OV60  | 29 jul 2000 | Anderson Mesa | LONEOS                 | —         | MPC                           |
| 130419     | 2000 PP    | 1 ago 2000  | Kitt Peak     | Spacewatch             | —         | MPC                           |
| 130420     | 2000 PB10  | 1 ago 2000  | Socorro       | LINEAR                 | —         | MPC                           |
| 130421     | 2000 PN11  | 1 ago 2000  | Socorro       | LINEAR                 | —         | MPC                           |
| 130422     | 2000 PZ15  | 1 ago 2000  | Socorro       | LINEAR                 | —         | MPC                           |
| 130423     | 2000 PA16  | 1 ago 2000  | Socorro       | LINEAR                 | —         | MPC                           |
| 130424     | 2000 PV18  | 1 ago 2000  | Socorro       | LINEAR                 | —         | MPC                           |
| 130425     | 2000 PF19  | 1 ago 2000  | Socorro       | LINEAR                 | —         | MPC                           |
| 130426     | 2000 PT21  | 1 ago 2000  | Socorro       | LINEAR                 | —         | MPC                           |
| 130427     | 2000 PU21  | 1 ago 2000  | Socorro       | LINEAR                 | —         | MPC                           |
| 130428     | 2000 PF22  | 1 ago 2000  | Socorro       | LINEAR                 | —         | MPC                           |
| 130429     | 2000 PY22  | 2 ago 2000  | Socorro       | LINEAR                 | —         | MPC                           |
| 130430     | 2000 PM24  | 2 ago 2000  | Socorro       | LINEAR                 | —         | MPC                           |
| 130431     | 2000 PQ24  | 2 ago 2000  | Kitt Peak     | Spacewatch             | —         | MPC                           |
| 130432     | 2000 QM4   | 24 ago 2000 | Socorro       | LINEAR                 | —         | MPC                           |
| 130433     | 2000 QO9   | 26 ago 2000 | Ondřejov      | P. Pravec, P. Kušnirák | —         | MPC                           |
| 130434     | 2000 QU11  | 24 ago 2000 | Socorro       | LINEAR                 | —         | MPC                           |
| 130435     | 2000 QB12  | 24 ago 2000 | Socorro       | LINEAR                 | —         | MPC                           |
| 130436     | 2000 QY13  | 24 ago 2000 | Socorro       | LINEAR                 | —         | MPC                           |
| 130437     | 2000 QJ15  | 24 ago 2000 | Socorro       | LINEAR                 | —         | MPC                           |
| 130438     | 2000 QS17  | 24 ago 2000 | Socorro       | LINEAR                 | —         | MPC                           |
| 130439     | 2000 QO18  | 24 ago 2000 | Socorro       | LINEAR                 | —         | MPC                           |
| 130440     | 2000 QW18  | 24 ago 2000 | Socorro       | LINEAR                 | —         | MPC                           |
| 130441     | 2000 QQ20  | 24 ago 2000 | Socorro       | LINEAR                 | —         | MPC                           |
| 130442     | 2000 QL24  | 25 ago 2000 | Socorro       | LINEAR                 | —         | MPC                           |
| 130443     | 2000 QC26  | 26 ago 2000 | Reedy Creek   | J. Broughton           | —         | MPC                           |
| 130444     | 2000 QJ29  | 24 ago 2000 | Socorro       | LINEAR                 | —         | MPC                           |
| 130445     | 2000 QV31  | 26 ago 2000 | Socorro       | LINEAR                 | —         | MPC                           |
| 130446     | 2000 QO36  | 24 ago 2000 | Socorro       | LINEAR                 | —         | MPC                           |
| 130447     | 2000 QZ42  | 24 ago 2000 | Socorro       | LINEAR                 | —         | MPC                           |
| 130448     | 2000 QP43  | 24 ago 2000 | Socorro       | LINEAR                 | —         | MPC                           |
| 130449     | 2000 QY48  | 24 ago 2000 | Socorro       | LINEAR                 | —         | MPC                           |
| 130450     | 2000 QP50  | 24 ago 2000 | Socorro       | LINEAR                 | —         | MPC                           |
| 130451     | 2000 QE56  | 26 ago 2000 | Socorro       | LINEAR                 | —         | MPC                           |
| 130452     | 2000 QX56  | 26 ago 2000 | Socorro       | LINEAR                 | —         | MPC                           |
| 130453     | 2000 QT59  | 26 ago 2000 | Socorro       | LINEAR                 | Juno      | MPC                           |
| 130454     | 2000 QK61  | 28 ago 2000 | Socorro       | LINEAR                 | —         | MPC                           |
| 130455     | 2000 QD63  | 28 ago 2000 | Socorro       | LINEAR                 | —         | MPC                           |
| 130456     | 2000 QE63  | 28 ago 2000 | Socorro       | LINEAR                 | —         | MPC                           |
| 130457     | 2000 QZ65  | 28 ago 2000 | Socorro       | LINEAR                 | —         | MPC                           |
| 130458     | 2000 QG66  | 28 ago 2000 | Socorro       | LINEAR                 | —         | MPC                           |
| 130459     | 2000 QZ66  | 28 ago 2000 | Socorro       | LINEAR                 | —         | MPC                           |
| 130460     | 2000 QL67  | 28 ago 2000 | Socorro       | LINEAR                 | —         | MPC                           |
| 130461     | 2000 QR71  | 24 ago 2000 | Socorro       | LINEAR                 | —         | MPC                           |
| 130462     | 2000 QU73  | 24 ago 2000 | Socorro       | LINEAR                 | —         | MPC                           |
| 130463     | 2000 QR74  | 24 ago 2000 | Socorro       | LINEAR                 | —         | MPC                           |
| 130464     | 2000 QU77  | 24 ago 2000 | Socorro       | LINEAR                 | —         | MPC                           |
| 130465     | 2000 QF78  | 24 ago 2000 | Socorro       | LINEAR                 | —         | MPC                           |
| 130466     | 2000 QL78  | 24 ago 2000 | Socorro       | LINEAR                 | —         | MPC                           |
| 130467     | 2000 QO78  | 24 ago 2000 | Socorro       | LINEAR                 | —         | MPC                           |
| 130468     | 2000 QQ79  | 24 ago 2000 | Socorro       | LINEAR                 | —         | MPC                           |
| 130469     | 2000 QQ80  | 24 ago 2000 | Socorro       | LINEAR                 | —         | MPC                           |
| 130470     | 2000 QM82  | 24 ago 2000 | Socorro       | LINEAR                 | —         | MPC                           |
| 130471     | 2000 QJ85  | 25 ago 2000 | Socorro       | LINEAR                 | —         | MPC                           |
| 130472     | 2000 QM85  | 25 ago 2000 | Socorro       | LINEAR                 | —         | MPC                           |
| 130473     | 2000 QJ86  | 25 ago 2000 | Socorro       | LINEAR                 | —         | MPC                           |
| 130474     | 2000 QU87  | 25 ago 2000 | Socorro       | LINEAR                 | —         | MPC                           |
| 130475     | 2000 QC90  | 25 ago 2000 | Socorro       | LINEAR                 | —         | MPC                           |
| 130476     | 2000 QZ93  | 26 ago 2000 | Socorro       | LINEAR                 | —         | MPC                           |
| 130477     | 2000 QK94  | 26 ago 2000 | Socorro       | LINEAR                 | —         | MPC                           |
| 130478     | 2000 QY95  | 28 ago 2000 | Socorro       | LINEAR                 | —         | MPC                           |
| 130479     | 2000 QB97  | 28 ago 2000 | Socorro       | LINEAR                 | —         | MPC                           |
| 130480     | 2000 QE97  | 28 ago 2000 | Socorro       | LINEAR                 | —         | MPC                           |
| 130481     | 2000 QQ97  | 28 ago 2000 | Socorro       | LINEAR                 | —         | MPC                           |
| 130482     | 2000 QX97  | 28 ago 2000 | Socorro       | LINEAR                 | —         | MPC                           |
| 130483     | 2000 QX100 | 28 ago 2000 | Socorro       | LINEAR                 | —         | MPC                           |
| 130484     | 2000 QY101 | 28 ago 2000 | Socorro       | LINEAR                 | —         | MPC                           |
| 130485     | 2000 QN103 | 28 ago 2000 | Socorro       | LINEAR                 | Mitidika  | MPC                           |
| 130486     | 2000 QA106 | 28 ago 2000 | Socorro       | LINEAR                 | —         | MPC                           |
| 130487     | 2000 QJ112 | 24 ago 2000 | Socorro       | LINEAR                 | —         | MPC                           |
| 130488     | 2000 QS112 | 24 ago 2000 | Socorro       | LINEAR                 | —         | MPC                           |
| 130489     | 2000 QN113 | 24 ago 2000 | Socorro       | LINEAR                 | —         | MPC                           |
| 130490     | 2000 QY116 | 28 ago 2000 | Socorro       | LINEAR                 | —         | MPC                           |
| 130491     | 2000 QT117 | 29 ago 2000 | Črni Vrh      | Črni Vrh               | —         | MPC                           |
| 130492     | 2000 QT118 | 25 ago 2000 | Socorro       | LINEAR                 | —         | MPC                           |
| 130493     | 2000 QV118 | 25 ago 2000 | Socorro       | LINEAR                 | —         | MPC                           |
| 130494     | 2000 QH120 | 25 ago 2000 | Socorro       | LINEAR                 | —         | MPC                           |
| 130495     | 2000 QX126 | 31 ago 2000 | Socorro       | LINEAR                 | —         | MPC                           |
| 130496     | 2000 QT127 | 24 ago 2000 | Socorro       | LINEAR                 | —         | MPC                           |
| 130497     | 2000 QY127 | 24 ago 2000 | Socorro       | LINEAR                 | —         | MPC                           |
| 130498     | 2000 QW128 | 25 ago 2000 | Socorro       | LINEAR                 | —         | MPC                           |
| 130499     | 2000 QB129 | 26 ago 2000 | Socorro       | LINEAR                 | —         | MPC                           |
| 130500     | 2000 QR134 | 26 ago 2000 | Socorro       | LINEAR                 | —         | MPC                           |

## 130501–130600
| Designação | Designação | Descoberta  | Descoberta          | Descobridor(es) | Categoria | Mais informações / Referência |
| Permanente | Provisória | Data        | Local               | Descobridor(es) | Categoria | Mais informações / Referência |
| ---------- | ---------- | ----------- | ------------------- | --------------- | --------- | ----------------------------- |
| 130501     | 2000 QK136 | 29 ago 2000 | Socorro             | LINEAR          | —         | MPC                           |
| 130502     | 2000 QR138 | 31 ago 2000 | Socorro             | LINEAR          | —         | MPC                           |
| 130503     | 2000 QC140 | 31 ago 2000 | Socorro             | LINEAR          | —         | MPC                           |
| 130504     | 2000 QL140 | 31 ago 2000 | Socorro             | LINEAR          | —         | MPC                           |
| 130505     | 2000 QQ141 | 31 ago 2000 | Socorro             | LINEAR          | —         | MPC                           |
| 130506     | 2000 QN144 | 31 ago 2000 | Socorro             | LINEAR          | —         | MPC                           |
| 130507     | 2000 QS144 | 31 ago 2000 | Socorro             | LINEAR          | —         | MPC                           |
| 130508     | 2000 QG145 | 31 ago 2000 | Socorro             | LINEAR          | —         | MPC                           |
| 130509     | 2000 QK145 | 31 ago 2000 | Socorro             | LINEAR          | —         | MPC                           |
| 130510     | 2000 QS151 | 26 ago 2000 | Socorro             | LINEAR          | —         | MPC                           |
| 130511     | 2000 QG152 | 28 ago 2000 | Socorro             | LINEAR          | —         | MPC                           |
| 130512     | 2000 QS154 | 31 ago 2000 | Socorro             | LINEAR          | —         | MPC                           |
| 130513     | 2000 QG159 | 31 ago 2000 | Socorro             | LINEAR          | —         | MPC                           |
| 130514     | 2000 QR163 | 31 ago 2000 | Socorro             | LINEAR          | —         | MPC                           |
| 130515     | 2000 QC165 | 31 ago 2000 | Socorro             | LINEAR          | —         | MPC                           |
| 130516     | 2000 QJ166 | 31 ago 2000 | Socorro             | LINEAR          | —         | MPC                           |
| 130517     | 2000 QW168 | 31 ago 2000 | Socorro             | LINEAR          | —         | MPC                           |
| 130518     | 2000 QN169 | 31 ago 2000 | Socorro             | LINEAR          | —         | MPC                           |
| 130519     | 2000 QQ172 | 31 ago 2000 | Socorro             | LINEAR          | —         | MPC                           |
| 130520     | 2000 QO175 | 31 ago 2000 | Socorro             | LINEAR          | —         | MPC                           |
| 130521     | 2000 QV180 | 31 ago 2000 | Socorro             | LINEAR          | —         | MPC                           |
| 130522     | 2000 QC182 | 26 ago 2000 | Socorro             | LINEAR          | —         | MPC                           |
| 130523     | 2000 QX183 | 26 ago 2000 | Socorro             | LINEAR          | Chloris   | MPC                           |
| 130524     | 2000 QB189 | 26 ago 2000 | Socorro             | LINEAR          | —         | MPC                           |
| 130525     | 2000 QX191 | 26 ago 2000 | Socorro             | LINEAR          | —         | MPC                           |
| 130526     | 2000 QQ194 | 31 ago 2000 | Socorro             | LINEAR          | —         | MPC                           |
| 130527     | 2000 QW198 | 29 ago 2000 | Socorro             | LINEAR          | —         | MPC                           |
| 130528     | 2000 QY199 | 29 ago 2000 | Socorro             | LINEAR          | —         | MPC                           |
| 130529     | 2000 QY200 | 29 ago 2000 | Socorro             | LINEAR          | —         | MPC                           |
| 130530     | 2000 QK201 | 29 ago 2000 | Socorro             | LINEAR          | —         | MPC                           |
| 130531     | 2000 QY201 | 29 ago 2000 | Socorro             | LINEAR          | —         | MPC                           |
| 130532     | 2000 QB202 | 29 ago 2000 | Socorro             | LINEAR          | —         | MPC                           |
| 130533     | 2000 QK204 | 29 ago 2000 | Socorro             | LINEAR          | —         | MPC                           |
| 130534     | 2000 QX204 | 31 ago 2000 | Socorro             | LINEAR          | —         | MPC                           |
| 130535     | 2000 QU207 | 31 ago 2000 | Socorro             | LINEAR          | —         | MPC                           |
| 130536     | 2000 QV208 | 31 ago 2000 | Socorro             | LINEAR          | —         | MPC                           |
| 130537     | 2000 QV210 | 31 ago 2000 | Socorro             | LINEAR          | —         | MPC                           |
| 130538     | 2000 QC213 | 31 ago 2000 | Socorro             | LINEAR          | —         | MPC                           |
| 130539     | 2000 QG213 | 31 ago 2000 | Socorro             | LINEAR          | —         | MPC                           |
| 130540     | 2000 QJ213 | 31 ago 2000 | Socorro             | LINEAR          | —         | MPC                           |
| 130541     | 2000 QJ215 | 31 ago 2000 | Socorro             | LINEAR          | —         | MPC                           |
| 130542     | 2000 QZ215 | 31 ago 2000 | Socorro             | LINEAR          | —         | MPC                           |
| 130543     | 2000 QH216 | 31 ago 2000 | Socorro             | LINEAR          | —         | MPC                           |
| 130544     | 2000 QP221 | 21 ago 2000 | Anderson Mesa       | LONEOS          | —         | MPC                           |
| 130545     | 2000 QK223 | 21 ago 2000 | Anderson Mesa       | LONEOS          | —         | MPC                           |
| 130546     | 2000 QW227 | 31 ago 2000 | Socorro             | LINEAR          | —         | MPC                           |
| 130547     | 2000 QX229 | 31 ago 2000 | Socorro             | LINEAR          | —         | MPC                           |
| 130548     | 2000 QL230 | 31 ago 2000 | Socorro             | LINEAR          | —         | MPC                           |
| 130549     | 2000 RT    | 1 set 2000  | Socorro             | LINEAR          | —         | MPC                           |
| 130550     | 2000 RO1   | 1 set 2000  | Socorro             | LINEAR          | —         | MPC                           |
| 130551     | 2000 RV4   | 1 set 2000  | Socorro             | LINEAR          | —         | MPC                           |
| 130552     | 2000 RX13  | 1 set 2000  | Socorro             | LINEAR          | —         | MPC                           |
| 130553     | 2000 RV14  | 1 set 2000  | Socorro             | LINEAR          | —         | MPC                           |
| 130554     | 2000 RT18  | 1 set 2000  | Socorro             | LINEAR          | —         | MPC                           |
| 130555     | 2000 RR23  | 1 set 2000  | Socorro             | LINEAR          | —         | MPC                           |
| 130556     | 2000 RE30  | 1 set 2000  | Socorro             | LINEAR          | —         | MPC                           |
| 130557     | 2000 RB31  | 1 set 2000  | Socorro             | LINEAR          | —         | MPC                           |
| 130558     | 2000 RE31  | 1 set 2000  | Socorro             | LINEAR          | —         | MPC                           |
| 130559     | 2000 RJ31  | 1 set 2000  | Socorro             | LINEAR          | —         | MPC                           |
| 130560     | 2000 RL32  | 1 set 2000  | Socorro             | LINEAR          | —         | MPC                           |
| 130561     | 2000 RW32  | 1 set 2000  | Socorro             | LINEAR          | —         | MPC                           |
| 130562     | 2000 RE33  | 1 set 2000  | Socorro             | LINEAR          | —         | MPC                           |
| 130563     | 2000 RE35  | 1 set 2000  | Socorro             | LINEAR          | —         | MPC                           |
| 130564     | 2000 RC38  | 5 set 2000  | Kvistaberg          | UDAS            | —         | MPC                           |
| 130565     | 2000 RH38  | 5 set 2000  | Kvistaberg          | UDAS            | —         | MPC                           |
| 130566     | 2000 RW38  | 5 set 2000  | Socorro             | LINEAR          | —         | MPC                           |
| 130567     | 2000 RV39  | 2 set 2000  | Socorro             | LINEAR          | —         | MPC                           |
| 130568     | 2000 RN41  | 3 set 2000  | Socorro             | LINEAR          | —         | MPC                           |
| 130569     | 2000 RD44  | 3 set 2000  | Socorro             | LINEAR          | —         | MPC                           |
| 130570     | 2000 RR45  | 3 set 2000  | Socorro             | LINEAR          | —         | MPC                           |
| 130571     | 2000 RJ46  | 3 set 2000  | Socorro             | LINEAR          | —         | MPC                           |
| 130572     | 2000 RF48  | 3 set 2000  | Socorro             | LINEAR          | —         | MPC                           |
| 130573     | 2000 RZ55  | 5 set 2000  | Socorro             | LINEAR          | Mitidika  | MPC                           |
| 130574     | 2000 RF60  | 8 set 2000  | Desert Beaver       | W. K. Y. Yeung  | —         | MPC                           |
| 130575     | 2000 RV67  | 1 set 2000  | Socorro             | LINEAR          | —         | MPC                           |
| 130576     | 2000 RK68  | 2 set 2000  | Socorro             | LINEAR          | —         | MPC                           |
| 130577     | 2000 RK69  | 2 set 2000  | Socorro             | LINEAR          | —         | MPC                           |
| 130578     | 2000 RO69  | 2 set 2000  | Socorro             | LINEAR          | —         | MPC                           |
| 130579     | 2000 RX69  | 2 set 2000  | Socorro             | LINEAR          | —         | MPC                           |
| 130580     | 2000 RO71  | 2 set 2000  | Socorro             | LINEAR          | —         | MPC                           |
| 130581     | 2000 RQ71  | 2 set 2000  | Socorro             | LINEAR          | —         | MPC                           |
| 130582     | 2000 RH75  | 3 set 2000  | Socorro             | LINEAR          | —         | MPC                           |
| 130583     | 2000 RS75  | 3 set 2000  | Socorro             | LINEAR          | Pallas    | MPC                           |
| 130584     | 2000 RA77  | 5 set 2000  | Socorro             | LINEAR          | —         | MPC                           |
| 130585     | 2000 RU77  | 9 set 2000  | Višnjan Observatory | K. Korlević     | —         | MPC                           |
| 130586     | 2000 RG78  | 9 set 2000  | Farpoint            | G. Hug          | —         | MPC                           |
| 130587     | 2000 RT80  | 1 set 2000  | Socorro             | LINEAR          | —         | MPC                           |
| 130588     | 2000 RD83  | 1 set 2000  | Socorro             | LINEAR          | —         | MPC                           |
| 130589     | 2000 RD85  | 2 set 2000  | Anderson Mesa       | LONEOS          | —         | MPC                           |
| 130590     | 2000 RG87  | 2 set 2000  | Anderson Mesa       | LONEOS          | —         | MPC                           |
| 130591     | 2000 RM87  | 2 set 2000  | Anderson Mesa       | LONEOS          | —         | MPC                           |
| 130592     | 2000 RT87  | 2 set 2000  | Anderson Mesa       | LONEOS          | —         | MPC                           |
| 130593     | 2000 RX88  | 3 set 2000  | Socorro             | LINEAR          | —         | MPC                           |
| 130594     | 2000 RA90  | 3 set 2000  | Socorro             | LINEAR          | —         | MPC                           |
| 130595     | 2000 RP90  | 3 set 2000  | Socorro             | LINEAR          | —         | MPC                           |
| 130596     | 2000 RV91  | 3 set 2000  | Socorro             | LINEAR          | —         | MPC                           |
| 130597     | 2000 RT93  | 4 set 2000  | Anderson Mesa       | LONEOS          | —         | MPC                           |
| 130598     | 2000 RH94  | 4 set 2000  | Anderson Mesa       | LONEOS          | —         | MPC                           |
| 130599     | 2000 RF95  | 4 set 2000  | Anderson Mesa       | LONEOS          | —         | MPC                           |
| 130600     | 2000 RU96  | 5 set 2000  | Anderson Mesa       | LONEOS          | —         | MPC                           |

## 130601–130700
| Designação | Designação | Descoberta  | Descoberta      | Descobridor(es) | Categoria | Mais informações / Referência |
| Permanente | Provisória | Data        | Local           | Descobridor(es) | Categoria | Mais informações / Referência |
| ---------- | ---------- | ----------- | --------------- | --------------- | --------- | ----------------------------- |
| 130601     | 2000 SD    | 17 set 2000 | Socorro         | LINEAR          | —         | MPC                           |
| 130602     | 2000 SE4   | 21 set 2000 | Haleakalā       | NEAT            | —         | MPC                           |
| 130603     | 2000 SE7   | 24 set 2000 | Bisei SG Center | BATTeRS         | —         | MPC                           |
| 130604     | 2000 SH10  | 23 set 2000 | Desert Beaver   | W. K. Y. Yeung  | —         | MPC                           |
| 130605     | 2000 SH14  | 23 set 2000 | Socorro         | LINEAR          | —         | MPC                           |
| 130606     | 2000 SV14  | 23 set 2000 | Socorro         | LINEAR          | —         | MPC                           |
| 130607     | 2000 SY14  | 23 set 2000 | Socorro         | LINEAR          | —         | MPC                           |
| 130608     | 2000 SV17  | 23 set 2000 | Socorro         | LINEAR          | —         | MPC                           |
| 130609     | 2000 SE19  | 23 set 2000 | Socorro         | LINEAR          | Juno      | MPC                           |
| 130610     | 2000 SK22  | 20 set 2000 | Haleakalā       | NEAT            | Mitidika  | MPC                           |
| 130611     | 2000 SP23  | 26 set 2000 | Tebbutt         | F. B. Zoltowski | —         | MPC                           |
| 130612     | 2000 SQ24  | 26 set 2000 | Bisei SG Center | BATTeRS         | —         | MPC                           |
| 130613     | 2000 SG29  | 24 set 2000 | Socorro         | LINEAR          | —         | MPC                           |
| 130614     | 2000 SW29  | 24 set 2000 | Socorro         | LINEAR          | Mitidika  | MPC                           |
| 130615     | 2000 SX33  | 24 set 2000 | Socorro         | LINEAR          | —         | MPC                           |
| 130616     | 2000 SX34  | 24 set 2000 | Socorro         | LINEAR          | —         | MPC                           |
| 130617     | 2000 SQ36  | 24 set 2000 | Socorro         | LINEAR          | —         | MPC                           |
| 130618     | 2000 SU36  | 24 set 2000 | Socorro         | LINEAR          | —         | MPC                           |
| 130619     | 2000 SY36  | 24 set 2000 | Socorro         | LINEAR          | —         | MPC                           |
| 130620     | 2000 SJ38  | 24 set 2000 | Socorro         | LINEAR          | —         | MPC                           |
| 130621     | 2000 SV39  | 24 set 2000 | Socorro         | LINEAR          | —         | MPC                           |
| 130622     | 2000 SM41  | 24 set 2000 | Socorro         | LINEAR          | —         | MPC                           |
| 130623     | 2000 SP41  | 24 set 2000 | Socorro         | LINEAR          | —         | MPC                           |
| 130624     | 2000 SC43  | 26 set 2000 | Črni Vrh        | Črni Vrh        | —         | MPC                           |
| 130625     | 2000 SJ44  | 24 set 2000 | Socorro         | LINEAR          | —         | MPC                           |
| 130626     | 2000 SO49  | 23 set 2000 | Socorro         | LINEAR          | —         | MPC                           |
| 130627     | 2000 SB53  | 24 set 2000 | Socorro         | LINEAR          | —         | MPC                           |
| 130628     | 2000 SG54  | 24 set 2000 | Socorro         | LINEAR          | —         | MPC                           |
| 130629     | 2000 SX55  | 24 set 2000 | Socorro         | LINEAR          | —         | MPC                           |
| 130630     | 2000 SB57  | 24 set 2000 | Socorro         | LINEAR          | —         | MPC                           |
| 130631     | 2000 SD57  | 24 set 2000 | Socorro         | LINEAR          | —         | MPC                           |
| 130632     | 2000 SN57  | 24 set 2000 | Socorro         | LINEAR          | —         | MPC                           |
| 130633     | 2000 SA59  | 24 set 2000 | Socorro         | LINEAR          | —         | MPC                           |
| 130634     | 2000 SP61  | 24 set 2000 | Socorro         | LINEAR          | —         | MPC                           |
| 130635     | 2000 SB63  | 24 set 2000 | Socorro         | LINEAR          | —         | MPC                           |
| 130636     | 2000 SC64  | 24 set 2000 | Socorro         | LINEAR          | —         | MPC                           |
| 130637     | 2000 SQ64  | 24 set 2000 | Socorro         | LINEAR          | —         | MPC                           |
| 130638     | 2000 SC66  | 24 set 2000 | Socorro         | LINEAR          | —         | MPC                           |
| 130639     | 2000 SQ66  | 24 set 2000 | Socorro         | LINEAR          | —         | MPC                           |
| 130640     | 2000 SN67  | 24 set 2000 | Socorro         | LINEAR          | —         | MPC                           |
| 130641     | 2000 SP68  | 24 set 2000 | Socorro         | LINEAR          | —         | MPC                           |
| 130642     | 2000 SE70  | 24 set 2000 | Socorro         | LINEAR          | —         | MPC                           |
| 130643     | 2000 SD71  | 24 set 2000 | Socorro         | LINEAR          | —         | MPC                           |
| 130644     | 2000 SU71  | 24 set 2000 | Socorro         | LINEAR          | —         | MPC                           |
| 130645     | 2000 SC73  | 24 set 2000 | Socorro         | LINEAR          | Mitidika  | MPC                           |
| 130646     | 2000 SW74  | 24 set 2000 | Socorro         | LINEAR          | —         | MPC                           |
| 130647     | 2000 SG75  | 24 set 2000 | Socorro         | LINEAR          | —         | MPC                           |
| 130648     | 2000 SW76  | 24 set 2000 | Socorro         | LINEAR          | —         | MPC                           |
| 130649     | 2000 SR81  | 24 set 2000 | Socorro         | LINEAR          | —         | MPC                           |
| 130650     | 2000 SB83  | 24 set 2000 | Socorro         | LINEAR          | —         | MPC                           |
| 130651     | 2000 SA86  | 24 set 2000 | Socorro         | LINEAR          | —         | MPC                           |
| 130652     | 2000 SG86  | 24 set 2000 | Socorro         | LINEAR          | —         | MPC                           |
| 130653     | 2000 SO88  | 24 set 2000 | Socorro         | LINEAR          | —         | MPC                           |
| 130654     | 2000 SN94  | 23 set 2000 | Socorro         | LINEAR          | —         | MPC                           |
| 130655     | 2000 ST95  | 23 set 2000 | Socorro         | LINEAR          | —         | MPC                           |
| 130656     | 2000 SD97  | 23 set 2000 | Socorro         | LINEAR          | —         | MPC                           |
| 130657     | 2000 SH97  | 23 set 2000 | Socorro         | LINEAR          | —         | MPC                           |
| 130658     | 2000 SQ98  | 23 set 2000 | Socorro         | LINEAR          | —         | MPC                           |
| 130659     | 2000 SY98  | 23 set 2000 | Socorro         | LINEAR          | —         | MPC                           |
| 130660     | 2000 SR101 | 24 set 2000 | Socorro         | LINEAR          | —         | MPC                           |
| 130661     | 2000 SG103 | 24 set 2000 | Socorro         | LINEAR          | Mitidika  | MPC                           |
| 130662     | 2000 SM104 | 24 set 2000 | Socorro         | LINEAR          | —         | MPC                           |
| 130663     | 2000 SY104 | 24 set 2000 | Socorro         | LINEAR          | —         | MPC                           |
| 130664     | 2000 SZ106 | 24 set 2000 | Socorro         | LINEAR          | —         | MPC                           |
| 130665     | 2000 SD107 | 24 set 2000 | Socorro         | LINEAR          | —         | MPC                           |
| 130666     | 2000 SH109 | 24 set 2000 | Socorro         | LINEAR          | —         | MPC                           |
| 130667     | 2000 ST109 | 24 set 2000 | Socorro         | LINEAR          | —         | MPC                           |
| 130668     | 2000 SE111 | 24 set 2000 | Socorro         | LINEAR          | —         | MPC                           |
| 130669     | 2000 SF111 | 24 set 2000 | Socorro         | LINEAR          | —         | MPC                           |
| 130670     | 2000 ST111 | 24 set 2000 | Socorro         | LINEAR          | —         | MPC                           |
| 130671     | 2000 SH113 | 24 set 2000 | Socorro         | LINEAR          | —         | MPC                           |
| 130672     | 2000 SC114 | 24 set 2000 | Socorro         | LINEAR          | —         | MPC                           |
| 130673     | 2000 SU114 | 24 set 2000 | Socorro         | LINEAR          | —         | MPC                           |
| 130674     | 2000 SB116 | 24 set 2000 | Socorro         | LINEAR          | —         | MPC                           |
| 130675     | 2000 SF117 | 24 set 2000 | Socorro         | LINEAR          | —         | MPC                           |
| 130676     | 2000 SH117 | 24 set 2000 | Socorro         | LINEAR          | —         | MPC                           |
| 130677     | 2000 ST117 | 24 set 2000 | Socorro         | LINEAR          | —         | MPC                           |
| 130678     | 2000 SS118 | 24 set 2000 | Socorro         | LINEAR          | —         | MPC                           |
| 130679     | 2000 SD119 | 24 set 2000 | Socorro         | LINEAR          | —         | MPC                           |
| 130680     | 2000 SK119 | 24 set 2000 | Socorro         | LINEAR          | —         | MPC                           |
| 130681     | 2000 SK121 | 24 set 2000 | Socorro         | LINEAR          | —         | MPC                           |
| 130682     | 2000 SM122 | 24 set 2000 | Socorro         | LINEAR          | —         | MPC                           |
| 130683     | 2000 SV123 | 24 set 2000 | Socorro         | LINEAR          | —         | MPC                           |
| 130684     | 2000 SH126 | 24 set 2000 | Socorro         | LINEAR          | —         | MPC                           |
| 130685     | 2000 SP127 | 24 set 2000 | Socorro         | LINEAR          | —         | MPC                           |
| 130686     | 2000 SR128 | 24 set 2000 | Socorro         | LINEAR          | —         | MPC                           |
| 130687     | 2000 SZ131 | 22 set 2000 | Socorro         | LINEAR          | —         | MPC                           |
| 130688     | 2000 SR136 | 23 set 2000 | Socorro         | LINEAR          | —         | MPC                           |
| 130689     | 2000 SM138 | 23 set 2000 | Socorro         | LINEAR          | —         | MPC                           |
| 130690     | 2000 SO140 | 23 set 2000 | Socorro         | LINEAR          | —         | MPC                           |
| 130691     | 2000 SW145 | 24 set 2000 | Socorro         | LINEAR          | —         | MPC                           |
| 130692     | 2000 SK148 | 24 set 2000 | Socorro         | LINEAR          | —         | MPC                           |
| 130693     | 2000 SB149 | 24 set 2000 | Socorro         | LINEAR          | —         | MPC                           |
| 130694     | 2000 SO149 | 24 set 2000 | Socorro         | LINEAR          | —         | MPC                           |
| 130695     | 2000 SJ150 | 24 set 2000 | Socorro         | LINEAR          | —         | MPC                           |
| 130696     | 2000 SK152 | 24 set 2000 | Socorro         | LINEAR          | —         | MPC                           |
| 130697     | 2000 SP153 | 24 set 2000 | Socorro         | LINEAR          | —         | MPC                           |
| 130698     | 2000 SW153 | 24 set 2000 | Socorro         | LINEAR          | —         | MPC                           |
| 130699     | 2000 SG156 | 24 set 2000 | Socorro         | LINEAR          | —         | MPC                           |
| 130700     | 2000 SA160 | 22 set 2000 | Socorro         | LINEAR          | —         | MPC                           |

## 130701–130800
| Designação | Designação | Descoberta  | Descoberta    | Descobridor(es) | Categoria | Mais informações / Referência |
| Permanente | Provisória | Data        | Local         | Descobridor(es) | Categoria | Mais informações / Referência |
| ---------- | ---------- | ----------- | ------------- | --------------- | --------- | ----------------------------- |
| 130701     | 2000 SG168 | 23 set 2000 | Socorro       | LINEAR          | —         | MPC                           |
| 130702     | 2000 ST169 | 24 set 2000 | Socorro       | LINEAR          | —         | MPC                           |
| 130703     | 2000 SH170 | 24 set 2000 | Socorro       | LINEAR          | —         | MPC                           |
| 130704     | 2000 SH176 | 28 set 2000 | Socorro       | LINEAR          | —         | MPC                           |
| 130705     | 2000 SF178 | 28 set 2000 | Socorro       | LINEAR          | —         | MPC                           |
| 130706     | 2000 SP179 | 28 set 2000 | Socorro       | LINEAR          | —         | MPC                           |
| 130707     | 2000 ST179 | 28 set 2000 | Socorro       | LINEAR          | —         | MPC                           |
| 130708     | 2000 SE186 | 21 set 2000 | Kitt Peak     | Spacewatch      | —         | MPC                           |
| 130709     | 2000 SR186 | 21 set 2000 | Haleakalā     | NEAT            | —         | MPC                           |
| 130710     | 2000 SN187 | 21 set 2000 | Haleakala     | NEAT            | —         | MPC                           |
| 130711     | 2000 SR191 | 24 set 2000 | Kitt Peak     | Spacewatch      | —         | MPC                           |
| 130712     | 2000 SP193 | 24 set 2000 | Socorro       | LINEAR          | —         | MPC                           |
| 130713     | 2000 SQ195 | 24 set 2000 | Socorro       | LINEAR          | —         | MPC                           |
| 130714     | 2000 SR198 | 24 set 2000 | Socorro       | LINEAR          | —         | MPC                           |
| 130715     | 2000 SV203 | 24 set 2000 | Socorro       | LINEAR          | —         | MPC                           |
| 130716     | 2000 SL206 | 24 set 2000 | Socorro       | LINEAR          | —         | MPC                           |
| 130717     | 2000 SN207 | 24 set 2000 | Socorro       | LINEAR          | —         | MPC                           |
| 130718     | 2000 SM209 | 25 set 2000 | Socorro       | LINEAR          | —         | MPC                           |
| 130719     | 2000 SZ210 | 25 set 2000 | Socorro       | LINEAR          | —         | MPC                           |
| 130720     | 2000 SQ212 | 25 set 2000 | Socorro       | LINEAR          | —         | MPC                           |
| 130721     | 2000 SB213 | 25 set 2000 | Socorro       | LINEAR          | —         | MPC                           |
| 130722     | 2000 SS214 | 26 set 2000 | Socorro       | LINEAR          | —         | MPC                           |
| 130723     | 2000 SO216 | 26 set 2000 | Socorro       | LINEAR          | —         | MPC                           |
| 130724     | 2000 SH218 | 26 set 2000 | Socorro       | LINEAR          | —         | MPC                           |
| 130725     | 2000 SJ218 | 26 set 2000 | Socorro       | LINEAR          | —         | MPC                           |
| 130726     | 2000 SE223 | 27 set 2000 | Socorro       | LINEAR          | —         | MPC                           |
| 130727     | 2000 SM223 | 27 set 2000 | Socorro       | LINEAR          | —         | MPC                           |
| 130728     | 2000 SJ224 | 27 set 2000 | Socorro       | LINEAR          | —         | MPC                           |
| 130729     | 2000 SK227 | 27 set 2000 | Socorro       | LINEAR          | —         | MPC                           |
| 130730     | 2000 SO227 | 27 set 2000 | Socorro       | LINEAR          | —         | MPC                           |
| 130731     | 2000 SF230 | 28 set 2000 | Socorro       | LINEAR          | —         | MPC                           |
| 130732     | 2000 SQ230 | 28 set 2000 | Socorro       | LINEAR          | —         | MPC                           |
| 130733     | 2000 SU231 | 24 set 2000 | Socorro       | LINEAR          | —         | MPC                           |
| 130734     | 2000 SW233 | 21 set 2000 | Socorro       | LINEAR          | —         | MPC                           |
| 130735     | 2000 SC236 | 24 set 2000 | Socorro       | LINEAR          | —         | MPC                           |
| 130736     | 2000 ST241 | 24 set 2000 | Socorro       | LINEAR          | —         | MPC                           |
| 130737     | 2000 SU241 | 24 set 2000 | Socorro       | LINEAR          | —         | MPC                           |
| 130738     | 2000 SJ246 | 24 set 2000 | Socorro       | LINEAR          | —         | MPC                           |
| 130739     | 2000 SK247 | 24 set 2000 | Socorro       | LINEAR          | —         | MPC                           |
| 130740     | 2000 SH251 | 24 set 2000 | Socorro       | LINEAR          | —         | MPC                           |
| 130741     | 2000 SZ253 | 24 set 2000 | Socorro       | LINEAR          | —         | MPC                           |
| 130742     | 2000 SA256 | 24 set 2000 | Socorro       | LINEAR          | —         | MPC                           |
| 130743     | 2000 SQ256 | 24 set 2000 | Socorro       | LINEAR          | —         | MPC                           |
| 130744     | 2000 SH259 | 24 set 2000 | Socorro       | LINEAR          | —         | MPC                           |
| 130745     | 2000 ST259 | 24 set 2000 | Socorro       | LINEAR          | —         | MPC                           |
| 130746     | 2000 SF260 | 24 set 2000 | Socorro       | LINEAR          | —         | MPC                           |
| 130747     | 2000 SV260 | 24 set 2000 | Socorro       | LINEAR          | —         | MPC                           |
| 130748     | 2000 ST264 | 26 set 2000 | Socorro       | LINEAR          | —         | MPC                           |
| 130749     | 2000 SP265 | 26 set 2000 | Socorro       | LINEAR          | —         | MPC                           |
| 130750     | 2000 SV267 | 27 set 2000 | Socorro       | LINEAR          | —         | MPC                           |
| 130751     | 2000 SH274 | 28 set 2000 | Socorro       | LINEAR          | —         | MPC                           |
| 130752     | 2000 SP274 | 28 set 2000 | Socorro       | LINEAR          | —         | MPC                           |
| 130753     | 2000 SA275 | 28 set 2000 | Socorro       | LINEAR          | —         | MPC                           |
| 130754     | 2000 SV275 | 28 set 2000 | Socorro       | LINEAR          | —         | MPC                           |
| 130755     | 2000 SX275 | 28 set 2000 | Socorro       | LINEAR          | —         | MPC                           |
| 130756     | 2000 SB276 | 28 set 2000 | Socorro       | LINEAR          | —         | MPC                           |
| 130757     | 2000 SL277 | 30 set 2000 | Socorro       | LINEAR          | —         | MPC                           |
| 130758     | 2000 SM277 | 30 set 2000 | Socorro       | LINEAR          | Phocaea   | MPC                           |
| 130759     | 2000 SX278 | 30 set 2000 | Socorro       | LINEAR          | —         | MPC                           |
| 130760     | 2000 SD279 | 30 set 2000 | Socorro       | LINEAR          | —         | MPC                           |
| 130761     | 2000 SW281 | 23 set 2000 | Socorro       | LINEAR          | —         | MPC                           |
| 130762     | 2000 SV285 | 24 set 2000 | Socorro       | LINEAR          | —         | MPC                           |
| 130763     | 2000 SV288 | 27 set 2000 | Socorro       | LINEAR          | —         | MPC                           |
| 130764     | 2000 SM298 | 28 set 2000 | Socorro       | LINEAR          | —         | MPC                           |
| 130765     | 2000 SX299 | 28 set 2000 | Socorro       | LINEAR          | —         | MPC                           |
| 130766     | 2000 SJ301 | 28 set 2000 | Socorro       | LINEAR          | —         | MPC                           |
| 130767     | 2000 SR307 | 30 set 2000 | Socorro       | LINEAR          | —         | MPC                           |
| 130768     | 2000 SV308 | 30 set 2000 | Socorro       | LINEAR          | —         | MPC                           |
| 130769     | 2000 SA314 | 27 set 2000 | Socorro       | LINEAR          | —         | MPC                           |
| 130770     | 2000 SS321 | 28 set 2000 | Kitt Peak     | Spacewatch      | Mitidika  | MPC                           |
| 130771     | 2000 SU324 | 28 set 2000 | Kitt Peak     | Spacewatch      | —         | MPC                           |
| 130772     | 2000 SD326 | 29 set 2000 | Kitt Peak     | Spacewatch      | —         | MPC                           |
| 130773     | 2000 SH326 | 29 set 2000 | Kitt Peak     | Spacewatch      | —         | MPC                           |
| 130774     | 2000 SX329 | 27 set 2000 | Socorro       | LINEAR          | —         | MPC                           |
| 130775     | 2000 SB335 | 26 set 2000 | Haleakalā     | NEAT            | —         | MPC                           |
| 130776     | 2000 SB348 | 21 set 2000 | Socorro       | LINEAR          | —         | MPC                           |
| 130777     | 2000 SA364 | 20 set 2000 | Socorro       | LINEAR          | —         | MPC                           |
| 130778     | 2000 SX369 | 24 set 2000 | Anderson Mesa | LONEOS          | —         | MPC                           |
| 130779     | 2000 TQ1   | 3 out 2000  | Prescott      | P. G. Comba     | —         | MPC                           |
| 130780     | 2000 TH3   | 1 out 2000  | Socorro       | LINEAR          | —         | MPC                           |
| 130781     | 2000 TF4   | 1 out 2000  | Socorro       | LINEAR          | Mitidika  | MPC                           |
| 130782     | 2000 TH6   | 1 out 2000  | Socorro       | LINEAR          | —         | MPC                           |
| 130783     | 2000 TD11  | 1 out 2000  | Socorro       | LINEAR          | —         | MPC                           |
| 130784     | 2000 TF11  | 1 out 2000  | Socorro       | LINEAR          | —         | MPC                           |
| 130785     | 2000 TM12  | 1 out 2000  | Socorro       | LINEAR          | —         | MPC                           |
| 130786     | 2000 TH16  | 1 out 2000  | Socorro       | LINEAR          | —         | MPC                           |
| 130787     | 2000 TE17  | 1 out 2000  | Socorro       | LINEAR          | —         | MPC                           |
| 130788     | 2000 TY18  | 1 out 2000  | Socorro       | LINEAR          | —         | MPC                           |
| 130789     | 2000 TT19  | 1 out 2000  | Socorro       | LINEAR          | —         | MPC                           |
| 130790     | 2000 TW20  | 1 out 2000  | Socorro       | LINEAR          | —         | MPC                           |
| 130791     | 2000 TQ26  | 2 out 2000  | Socorro       | LINEAR          | —         | MPC                           |
| 130792     | 2000 TW27  | 3 out 2000  | Socorro       | LINEAR          | —         | MPC                           |
| 130793     | 2000 TL31  | 4 out 2000  | Kitt Peak     | Spacewatch      | —         | MPC                           |
| 130794     | 2000 TH34  | 6 out 2000  | Anderson Mesa | LONEOS          | —         | MPC                           |
| 130795     | 2000 TS38  | 1 out 2000  | Socorro       | LINEAR          | —         | MPC                           |
| 130796     | 2000 TQ39  | 1 out 2000  | Socorro       | LINEAR          | —         | MPC                           |
| 130797     | 2000 TW39  | 1 out 2000  | Socorro       | LINEAR          | —         | MPC                           |
| 130798     | 2000 TQ41  | 1 out 2000  | Socorro       | LINEAR          | —         | MPC                           |
| 130799     | 2000 TL43  | 1 out 2000  | Socorro       | LINEAR          | —         | MPC                           |
| 130800     | 2000 TT45  | 1 out 2000  | Socorro       | LINEAR          | —         | MPC                           |

## 130801–130900
| Designação | Designação | Descoberta  | Descoberta          | Descobridor(es)        | Categoria | Mais informações / Referência |
| Permanente | Provisória | Data        | Local               | Descobridor(es)        | Categoria | Mais informações / Referência |
| ---------- | ---------- | ----------- | ------------------- | ---------------------- | --------- | ----------------------------- |
| 130801     | 2000 TO49  | 1 out 2000  | Socorro             | LINEAR                 | —         | MPC                           |
| 130802     | 2000 TX51  | 1 out 2000  | Socorro             | LINEAR                 | —         | MPC                           |
| 130803     | 2000 TS52  | 1 out 2000  | Socorro             | LINEAR                 | —         | MPC                           |
| 130804     | 2000 TE55  | 1 out 2000  | Socorro             | LINEAR                 | —         | MPC                           |
| 130805     | 2000 TU62  | 2 out 2000  | Socorro             | LINEAR                 | —         | MPC                           |
| 130806     | 2000 TB66  | 1 out 2000  | Socorro             | LINEAR                 | —         | MPC                           |
| 130807     | 2000 TY67  | 3 out 2000  | Socorro             | LINEAR                 | —         | MPC                           |
| 130808     | 2000 UU    | 21 out 2000 | Višnjan Observatory | K. Korlević            | —         | MPC                           |
| 130809     | 2000 UJ5   | 24 out 2000 | Socorro             | LINEAR                 | —         | MPC                           |
| 130810     | 2000 UN5   | 24 out 2000 | Socorro             | LINEAR                 | —         | MPC                           |
| 130811     | 2000 UH6   | 24 out 2000 | Socorro             | LINEAR                 | —         | MPC                           |
| 130812     | 2000 UP6   | 24 out 2000 | Socorro             | LINEAR                 | —         | MPC                           |
| 130813     | 2000 UM8   | 24 out 2000 | Socorro             | LINEAR                 | —         | MPC                           |
| 130814     | 2000 UW8   | 24 out 2000 | Socorro             | LINEAR                 | Phocaea   | MPC                           |
| 130815     | 2000 UD9   | 24 out 2000 | Socorro             | LINEAR                 | —         | MPC                           |
| 130816     | 2000 UJ9   | 24 out 2000 | Socorro             | LINEAR                 | Mitidika  | MPC                           |
| 130817     | 2000 UU9   | 24 out 2000 | Socorro             | LINEAR                 | —         | MPC                           |
| 130818     | 2000 UM13  | 23 out 2000 | Višnjan Observatory | K. Korlević            | —         | MPC                           |
| 130819     | 2000 UQ14  | 25 out 2000 | Socorro             | LINEAR                 | —         | MPC                           |
| 130820     | 2000 UH17  | 24 out 2000 | Socorro             | LINEAR                 | —         | MPC                           |
| 130821     | 2000 UT19  | 29 out 2000 | Kitt Peak           | Spacewatch             | —         | MPC                           |
| 130822     | 2000 UD20  | 24 out 2000 | Socorro             | LINEAR                 | —         | MPC                           |
| 130823     | 2000 UJ22  | 24 out 2000 | Socorro             | LINEAR                 | —         | MPC                           |
| 130824     | 2000 UQ25  | 24 out 2000 | Socorro             | LINEAR                 | —         | MPC                           |
| 130825     | 2000 UV25  | 24 out 2000 | Socorro             | LINEAR                 | —         | MPC                           |
| 130826     | 2000 UT28  | 30 out 2000 | Socorro             | LINEAR                 | —         | MPC                           |
| 130827     | 2000 UB34  | 24 out 2000 | Socorro             | LINEAR                 | —         | MPC                           |
| 130828     | 2000 UL36  | 24 out 2000 | Socorro             | LINEAR                 | —         | MPC                           |
| 130829     | 2000 UX36  | 24 out 2000 | Socorro             | LINEAR                 | —         | MPC                           |
| 130830     | 2000 UJ40  | 24 out 2000 | Socorro             | LINEAR                 | —         | MPC                           |
| 130831     | 2000 UL43  | 24 out 2000 | Socorro             | LINEAR                 | Mitidika  | MPC                           |
| 130832     | 2000 UG44  | 24 out 2000 | Socorro             | LINEAR                 | —         | MPC                           |
| 130833     | 2000 UH44  | 24 out 2000 | Socorro             | LINEAR                 | —         | MPC                           |
| 130834     | 2000 US44  | 24 out 2000 | Socorro             | LINEAR                 | Chloris   | MPC                           |
| 130835     | 2000 US46  | 24 out 2000 | Socorro             | LINEAR                 | —         | MPC                           |
| 130836     | 2000 UJ47  | 24 out 2000 | Socorro             | LINEAR                 | —         | MPC                           |
| 130837     | 2000 UU47  | 24 out 2000 | Socorro             | LINEAR                 | —         | MPC                           |
| 130838     | 2000 UY47  | 24 out 2000 | Socorro             | LINEAR                 | —         | MPC                           |
| 130839     | 2000 UY50  | 24 out 2000 | Socorro             | LINEAR                 | —         | MPC                           |
| 130840     | 2000 UN51  | 24 out 2000 | Socorro             | LINEAR                 | —         | MPC                           |
| 130841     | 2000 UG52  | 24 out 2000 | Socorro             | LINEAR                 | —         | MPC                           |
| 130842     | 2000 UY54  | 24 out 2000 | Socorro             | LINEAR                 | —         | MPC                           |
| 130843     | 2000 UP60  | 25 out 2000 | Socorro             | LINEAR                 | —         | MPC                           |
| 130844     | 2000 UL61  | 25 out 2000 | Socorro             | LINEAR                 | Phocaea   | MPC                           |
| 130845     | 2000 UQ62  | 25 out 2000 | Socorro             | LINEAR                 | —         | MPC                           |
| 130846     | 2000 UL63  | 25 out 2000 | Socorro             | LINEAR                 | —         | MPC                           |
| 130847     | 2000 UB64  | 25 out 2000 | Socorro             | LINEAR                 | —         | MPC                           |
| 130848     | 2000 UF64  | 25 out 2000 | Socorro             | LINEAR                 | —         | MPC                           |
| 130849     | 2000 UU64  | 25 out 2000 | Socorro             | LINEAR                 | —         | MPC                           |
| 130850     | 2000 UU66  | 25 out 2000 | Socorro             | LINEAR                 | —         | MPC                           |
| 130851     | 2000 UO68  | 25 out 2000 | Socorro             | LINEAR                 | —         | MPC                           |
| 130852     | 2000 UR68  | 25 out 2000 | Socorro             | LINEAR                 | —         | MPC                           |
| 130853     | 2000 UW68  | 25 out 2000 | Socorro             | LINEAR                 | —         | MPC                           |
| 130854     | 2000 UD73  | 25 out 2000 | Socorro             | LINEAR                 | —         | MPC                           |
| 130855     | 2000 UX73  | 26 out 2000 | Socorro             | LINEAR                 | —         | MPC                           |
| 130856     | 2000 UZ73  | 26 out 2000 | Socorro             | LINEAR                 | —         | MPC                           |
| 130857     | 2000 UV77  | 23 out 2000 | Višnjan Observatory | K. Korlević            | —         | MPC                           |
| 130858     | 2000 UJ79  | 24 out 2000 | Socorro             | LINEAR                 | —         | MPC                           |
| 130859     | 2000 UO81  | 24 out 2000 | Socorro             | LINEAR                 | —         | MPC                           |
| 130860     | 2000 UY82  | 30 out 2000 | Socorro             | LINEAR                 | —         | MPC                           |
| 130861     | 2000 UH85  | 31 out 2000 | Socorro             | LINEAR                 | —         | MPC                           |
| 130862     | 2000 US86  | 31 out 2000 | Socorro             | LINEAR                 | —         | MPC                           |
| 130863     | 2000 UB103 | 25 out 2000 | Socorro             | LINEAR                 | —         | MPC                           |
| 130864     | 2000 UD103 | 25 out 2000 | Socorro             | LINEAR                 | Phocaea   | MPC                           |
| 130865     | 2000 UJ107 | 30 out 2000 | Socorro             | LINEAR                 | —         | MPC                           |
| 130866     | 2000 UO109 | 31 out 2000 | Socorro             | LINEAR                 | —         | MPC                           |
| 130867     | 2000 US110 | 25 out 2000 | Socorro             | LINEAR                 | —         | MPC                           |
| 130868     | 2000 VZ    | 1 nov 2000  | Kitt Peak           | Spacewatch             | —         | MPC                           |
| 130869     | 2000 VH1   | 1 nov 2000  | Socorro             | LINEAR                 | —         | MPC                           |
| 130870     | 2000 VK1   | 1 nov 2000  | Socorro             | LINEAR                 | —         | MPC                           |
| 130871     | 2000 VG2   | 1 nov 2000  | Socorro             | LINEAR                 | —         | MPC                           |
| 130872     | 2000 VQ2   | 1 nov 2000  | Ondřejov            | P. Kušnirák            | —         | MPC                           |
| 130873     | 2000 VR2   | 1 nov 2000  | Ondřejov            | P. Pravec, P. Kušnirák | —         | MPC                           |
| 130874     | 2000 VK3   | 1 nov 2000  | Desert Beaver       | W. K. Y. Yeung         | —         | MPC                           |
| 130875     | 2000 VN3   | 1 nov 2000  | Socorro             | LINEAR                 | —         | MPC                           |
| 130876     | 2000 VU4   | 1 nov 2000  | Socorro             | LINEAR                 | —         | MPC                           |
| 130877     | 2000 VT7   | 1 nov 2000  | Socorro             | LINEAR                 | —         | MPC                           |
| 130878     | 2000 VM13  | 1 nov 2000  | Socorro             | LINEAR                 | —         | MPC                           |
| 130879     | 2000 VP13  | 1 nov 2000  | Socorro             | LINEAR                 | —         | MPC                           |
| 130880     | 2000 VV13  | 1 nov 2000  | Socorro             | LINEAR                 | —         | MPC                           |
| 130881     | 2000 VX13  | 1 nov 2000  | Socorro             | LINEAR                 | —         | MPC                           |
| 130882     | 2000 VN15  | 1 nov 2000  | Socorro             | LINEAR                 | —         | MPC                           |
| 130883     | 2000 VU15  | 1 nov 2000  | Socorro             | LINEAR                 | —         | MPC                           |
| 130884     | 2000 VY17  | 1 nov 2000  | Socorro             | LINEAR                 | —         | MPC                           |
| 130885     | 2000 VV21  | 1 nov 2000  | Socorro             | LINEAR                 | —         | MPC                           |
| 130886     | 2000 VO22  | 1 nov 2000  | Socorro             | LINEAR                 | —         | MPC                           |
| 130887     | 2000 VB23  | 1 nov 2000  | Socorro             | LINEAR                 | —         | MPC                           |
| 130888     | 2000 VU23  | 1 nov 2000  | Socorro             | LINEAR                 | —         | MPC                           |
| 130889     | 2000 VX23  | 1 nov 2000  | Socorro             | LINEAR                 | —         | MPC                           |
| 130890     | 2000 VE24  | 1 nov 2000  | Socorro             | LINEAR                 | —         | MPC                           |
| 130891     | 2000 VP24  | 1 nov 2000  | Socorro             | LINEAR                 | —         | MPC                           |
| 130892     | 2000 VV24  | 1 nov 2000  | Socorro             | LINEAR                 | —         | MPC                           |
| 130893     | 2000 VA27  | 1 nov 2000  | Socorro             | LINEAR                 | —         | MPC                           |
| 130894     | 2000 VC28  | 1 nov 2000  | Socorro             | LINEAR                 | —         | MPC                           |
| 130895     | 2000 VM28  | 1 nov 2000  | Socorro             | LINEAR                 | —         | MPC                           |
| 130896     | 2000 VY28  | 1 nov 2000  | Socorro             | LINEAR                 | —         | MPC                           |
| 130897     | 2000 VS30  | 1 nov 2000  | Socorro             | LINEAR                 | —         | MPC                           |
| 130898     | 2000 VQ31  | 1 nov 2000  | Socorro             | LINEAR                 | —         | MPC                           |
| 130899     | 2000 VG32  | 1 nov 2000  | Socorro             | LINEAR                 | —         | MPC                           |
| 130900     | 2000 VH32  | 1 nov 2000  | Socorro             | LINEAR                 | —         | MPC                           |

## 130901–131000
| Designação | Designação | Descoberta  | Descoberta     | Descobridor(es) | Categoria | Mais informações / Referência |
| Permanente | Provisória | Data        | Local          | Descobridor(es) | Categoria | Mais informações / Referência |
| ---------- | ---------- | ----------- | -------------- | --------------- | --------- | ----------------------------- |
| 130901     | 2000 VB33  | 1 nov 2000  | Socorro        | LINEAR          | —         | MPC                           |
| 130902     | 2000 VW33  | 1 nov 2000  | Socorro        | LINEAR          | —         | MPC                           |
| 130903     | 2000 VE35  | 1 nov 2000  | Socorro        | LINEAR          | —         | MPC                           |
| 130904     | 2000 VH39  | 2 nov 2000  | Socorro        | LINEAR          | —         | MPC                           |
| 130905     | 2000 VO39  | 1 nov 2000  | Socorro        | LINEAR          | —         | MPC                           |
| 130906     | 2000 VD42  | 1 nov 2000  | Socorro        | LINEAR          | —         | MPC                           |
| 130907     | 2000 VQ44  | 2 nov 2000  | Socorro        | LINEAR          | Pallas    | MPC                           |
| 130908     | 2000 VH45  | 1 nov 2000  | Socorro        | LINEAR          | —         | MPC                           |
| 130909     | 2000 VG46  | 3 nov 2000  | Socorro        | LINEAR          | —         | MPC                           |
| 130910     | 2000 VU53  | 3 nov 2000  | Socorro        | LINEAR          | —         | MPC                           |
| 130911     | 2000 VK54  | 3 nov 2000  | Socorro        | LINEAR          | —         | MPC                           |
| 130912     | 2000 VJ56  | 3 nov 2000  | Socorro        | LINEAR          | —         | MPC                           |
| 130913     | 2000 VX62  | 6 nov 2000  | Socorro        | LINEAR          | —         | MPC                           |
| 130914     | 2000 WY    | 17 nov 2000 | Kitt Peak      | Spacewatch      | —         | MPC                           |
| 130915     | 2000 WO2   | 18 nov 2000 | Desert Beaver  | W. K. Y. Yeung  | —         | MPC                           |
| 130916     | 2000 WY4   | 19 nov 2000 | Socorro        | LINEAR          | —         | MPC                           |
| 130917     | 2000 WE8   | 20 nov 2000 | Socorro        | LINEAR          | —         | MPC                           |
| 130918     | 2000 WP8   | 20 nov 2000 | Socorro        | LINEAR          | —         | MPC                           |
| 130919     | 2000 WU8   | 20 nov 2000 | Socorro        | LINEAR          | —         | MPC                           |
| 130920     | 2000 WL11  | 24 nov 2000 | Elmira         | A. J. Cecce     | —         | MPC                           |
| 130921     | 2000 WF15  | 20 nov 2000 | Socorro        | LINEAR          | —         | MPC                           |
| 130922     | 2000 WK15  | 20 nov 2000 | Socorro        | LINEAR          | —         | MPC                           |
| 130923     | 2000 WB16  | 21 nov 2000 | Socorro        | LINEAR          | —         | MPC                           |
| 130924     | 2000 WH17  | 21 nov 2000 | Socorro        | LINEAR          | —         | MPC                           |
| 130925     | 2000 WY17  | 21 nov 2000 | Socorro        | LINEAR          | —         | MPC                           |
| 130926     | 2000 WF19  | 25 nov 2000 | Fountain Hills | C. W. Juels     | Pallas    | MPC                           |
| 130927     | 2000 WM22  | 20 nov 2000 | Socorro        | LINEAR          | —         | MPC                           |
| 130928     | 2000 WN25  | 21 nov 2000 | Socorro        | LINEAR          | —         | MPC                           |
| 130929     | 2000 WA26  | 21 nov 2000 | Socorro        | LINEAR          | —         | MPC                           |
| 130930     | 2000 WR26  | 25 nov 2000 | Socorro        | LINEAR          | —         | MPC                           |
| 130931     | 2000 WF29  | 20 nov 2000 | Socorro        | LINEAR          | —         | MPC                           |
| 130932     | 2000 WP29  | 21 nov 2000 | Socorro        | LINEAR          | —         | MPC                           |
| 130933     | 2000 WL31  | 20 nov 2000 | Socorro        | LINEAR          | —         | MPC                           |
| 130934     | 2000 WA32  | 20 nov 2000 | Socorro        | LINEAR          | —         | MPC                           |
| 130935     | 2000 WL35  | 20 nov 2000 | Socorro        | LINEAR          | —         | MPC                           |
| 130936     | 2000 WD40  | 20 nov 2000 | Socorro        | LINEAR          | —         | MPC                           |
| 130937     | 2000 WM40  | 20 nov 2000 | Socorro        | LINEAR          | —         | MPC                           |
| 130938     | 2000 WK41  | 20 nov 2000 | Socorro        | LINEAR          | —         | MPC                           |
| 130939     | 2000 WR41  | 20 nov 2000 | Socorro        | LINEAR          | —         | MPC                           |
| 130940     | 2000 WE43  | 21 nov 2000 | Socorro        | LINEAR          | —         | MPC                           |
| 130941     | 2000 WY43  | 21 nov 2000 | Socorro        | LINEAR          | —         | MPC                           |
| 130942     | 2000 WB50  | 26 nov 2000 | Socorro        | LINEAR          | —         | MPC                           |
| 130943     | 2000 WY51  | 27 nov 2000 | Kitt Peak      | Spacewatch      | Mitidika  | MPC                           |
| 130944     | 2000 WK54  | 20 nov 2000 | Socorro        | LINEAR          | —         | MPC                           |
| 130945     | 2000 WC55  | 20 nov 2000 | Socorro        | LINEAR          | —         | MPC                           |
| 130946     | 2000 WT61  | 21 nov 2000 | Socorro        | LINEAR          | —         | MPC                           |
| 130947     | 2000 WP62  | 20 nov 2000 | Anderson Mesa  | LONEOS          | —         | MPC                           |
| 130948     | 2000 WM66  | 20 nov 2000 | Socorro        | LINEAR          | —         | MPC                           |
| 130949     | 2000 WQ66  | 21 nov 2000 | Socorro        | LINEAR          | —         | MPC                           |
| 130950     | 2000 WS72  | 20 nov 2000 | Socorro        | LINEAR          | —         | MPC                           |
| 130951     | 2000 WQ74  | 20 nov 2000 | Socorro        | LINEAR          | —         | MPC                           |
| 130952     | 2000 WB76  | 20 nov 2000 | Socorro        | LINEAR          | —         | MPC                           |
| 130953     | 2000 WT79  | 20 nov 2000 | Socorro        | LINEAR          | —         | MPC                           |
| 130954     | 2000 WL81  | 20 nov 2000 | Socorro        | LINEAR          | —         | MPC                           |
| 130955     | 2000 WT90  | 21 nov 2000 | Socorro        | LINEAR          | —         | MPC                           |
| 130956     | 2000 WE95  | 21 nov 2000 | Socorro        | LINEAR          | Eos       | MPC                           |
| 130957     | 2000 WS95  | 21 nov 2000 | Socorro        | LINEAR          | —         | MPC                           |
| 130958     | 2000 WD96  | 21 nov 2000 | Socorro        | LINEAR          | —         | MPC                           |
| 130959     | 2000 WF96  | 21 nov 2000 | Socorro        | LINEAR          | —         | MPC                           |
| 130960     | 2000 WS97  | 21 nov 2000 | Socorro        | LINEAR          | —         | MPC                           |
| 130961     | 2000 WV98  | 21 nov 2000 | Socorro        | LINEAR          | —         | MPC                           |
| 130962     | 2000 WX98  | 21 nov 2000 | Socorro        | LINEAR          | Mitidika  | MPC                           |
| 130963     | 2000 WD101 | 21 nov 2000 | Socorro        | LINEAR          | —         | MPC                           |
| 130964     | 2000 WW101 | 26 nov 2000 | Socorro        | LINEAR          | —         | MPC                           |
| 130965     | 2000 WK106 | 29 nov 2000 | Haleakalā      | NEAT            | —         | MPC                           |
| 130966     | 2000 WA112 | 20 nov 2000 | Socorro        | LINEAR          | —         | MPC                           |
| 130967     | 2000 WX112 | 20 nov 2000 | Socorro        | LINEAR          | —         | MPC                           |
| 130968     | 2000 WC113 | 20 nov 2000 | Socorro        | LINEAR          | —         | MPC                           |
| 130969     | 2000 WC114 | 20 nov 2000 | Socorro        | LINEAR          | —         | MPC                           |
| 130970     | 2000 WD114 | 20 nov 2000 | Socorro        | LINEAR          | —         | MPC                           |
| 130971     | 2000 WP114 | 20 nov 2000 | Socorro        | LINEAR          | —         | MPC                           |
| 130972     | 2000 WB116 | 20 nov 2000 | Socorro        | LINEAR          | —         | MPC                           |
| 130973     | 2000 WS116 | 20 nov 2000 | Socorro        | LINEAR          | —         | MPC                           |
| 130974     | 2000 WX116 | 20 nov 2000 | Socorro        | LINEAR          | —         | MPC                           |
| 130975     | 2000 WB118 | 20 nov 2000 | Socorro        | LINEAR          | Phocaea   | MPC                           |
| 130976     | 2000 WW118 | 20 nov 2000 | Socorro        | LINEAR          | —         | MPC                           |
| 130977     | 2000 WO123 | 29 nov 2000 | Socorro        | LINEAR          | —         | MPC                           |
| 130978     | 2000 WN125 | 29 nov 2000 | Socorro        | LINEAR          | —         | MPC                           |
| 130979     | 2000 WF126 | 30 nov 2000 | Socorro        | LINEAR          | —         | MPC                           |
| 130980     | 2000 WJ126 | 30 nov 2000 | Socorro        | LINEAR          | —         | MPC                           |
| 130981     | 2000 WX126 | 16 nov 2000 | Kitt Peak      | Spacewatch      | —         | MPC                           |
| 130982     | 2000 WH130 | 19 nov 2000 | Kitt Peak      | Spacewatch      | —         | MPC                           |
| 130983     | 2000 WM130 | 20 nov 2000 | Anderson Mesa  | LONEOS          | —         | MPC                           |
| 130984     | 2000 WA133 | 19 nov 2000 | Socorro        | LINEAR          | —         | MPC                           |
| 130985     | 2000 WX133 | 19 nov 2000 | Socorro        | LINEAR          | —         | MPC                           |
| 130986     | 2000 WD138 | 21 nov 2000 | Socorro        | LINEAR          | Mitidika  | MPC                           |
| 130987     | 2000 WO140 | 21 nov 2000 | Socorro        | LINEAR          | —         | MPC                           |
| 130988     | 2000 WT141 | 19 nov 2000 | Socorro        | LINEAR          | —         | MPC                           |
| 130989     | 2000 WL142 | 20 nov 2000 | Anderson Mesa  | LONEOS          | —         | MPC                           |
| 130990     | 2000 WF153 | 29 nov 2000 | Socorro        | LINEAR          | —         | MPC                           |
| 130991     | 2000 WC158 | 30 nov 2000 | Socorro        | LINEAR          | —         | MPC                           |
| 130992     | 2000 WT159 | 20 nov 2000 | Anderson Mesa  | LONEOS          | —         | MPC                           |
| 130993     | 2000 WZ159 | 20 nov 2000 | Anderson Mesa  | LONEOS          | —         | MPC                           |
| 130994     | 2000 WA162 | 20 nov 2000 | Anderson Mesa  | LONEOS          | —         | MPC                           |
| 130995     | 2000 WZ166 | 24 nov 2000 | Anderson Mesa  | LONEOS          | —         | MPC                           |
| 130996     | 2000 WE167 | 24 nov 2000 | Anderson Mesa  | LONEOS          | —         | MPC                           |
| 130997     | 2000 WS167 | 24 nov 2000 | Anderson Mesa  | LONEOS          | —         | MPC                           |
| 130998     | 2000 WY170 | 24 nov 2000 | Anderson Mesa  | LONEOS          | —         | MPC                           |
| 130999     | 2000 WU172 | 25 nov 2000 | Socorro        | LINEAR          | —         | MPC                           |
| 131000     | 2000 WL178 | 28 nov 2000 | Kitt Peak      | Spacewatch      | —         | MPC                           |